# Running Man (televíziós sorozat)
A Running Man (hangul: 런닝맨, Ronningmen, RR: Reonningmaen) a dél-koreai SBS 2010. július 11. óta vetített szórakoztató varietéműsora. A sorozatot „városi akcióvarietéként” reklámozta a csatorna, ami egy új műfaja a varietéműsoroknak. Az állandó műsorvezetők és a meghívott vendégek különféle küldetéseket teljesítenek különböző helyszíneken, egymással versenyezve. A meghívott hírességek között külföldiek is vannak, például Jackie Chan és Patrice Evra labdarúgó is volt már játékos a műsorban.
2017 áprilisa óta a Good Sunday program részeként, koreai idő szerint 16:50-kor vetítik, rivális műsorai ebben az idősávban a KBS2 The Return of Superman (슈퍼맨이 돌아왔다) és az MBC King of Mask Singer (미스터리 음악쇼 복면가왕) című műsorai. A műsor korábban, 2012-től 20147-ig a Law of the Jungle 2 után következett 18:10 perctől, ebben az idősávban a sorozat rivális műsorai a KBS csatorna 1 Night 2 Days, valamint az MBC I Am a Singer 2 című varietéműsorai voltak. Ez volt Ju Dzseszok (Yu Jae-seok) visszatérő műsora, miután kiszállt a Family Outingból.
A műsor Dél-Koreában és Ázsia-szerte is igen népszerű, de a rajongói fordításoknak köszönhetően Ázsián kívül is sokan nézik, az angol mellett többek között spanyolra, törökre, franciára, kínaira, oroszra, indonézra és arabra is fordítják.
2016 októberében Gary bejelentette, hogy kilép a műsorból, ezt követően pedig decemberben a producerek előzetes értesítés nélkül egyoldalúan felmondták Kim Dzsongguk (Kim Jongguk) és Szong Dzsihjo (Song Jihyo) szerződését, akik így hat év után távozni kényszerültek a műsorból. Később a producerek visszavonták a döntésüket, és 2017-ben újabb változtatásokkal, két új állandó stábtaggal bővülve új formátumban indították el a műsort.
2021 áprilisában I Gvangszu (Lee Gwang-su) bejelentette, hogy egy sérülés következtében fizikailag már nem bírja a terhelést és május 24-ével elhagyja a műsort.

## Háttér
A műsor alapformátuma, hogy a műsorvezetők és a meghívott vendégek csapatokra osztva, egymás ellen versenyezve, különféle feladatokat, küldetéseket hajtanak végre. A műsor egyben Dél-Korea jellegzetes épületeit, helyszíneit is bemutatja. Eleinte zárt helyszíneken zajlottak a küldetések (például múzeumokban, plázákban, irodaházban, az Országos Meteorológiai Központban vagy épp a városi főpostán), ahol késő estétől hajnalig egyhuzamban forgattak, később azonban külső helyszíneket is bevontak, illetve egy epizódon belül is több helyszínt kezdtek szerepeltetni. A műsor részben forgatókönyv alapján zajlik, azonban I Gvangszu (Lee Kwang-soo) szerint a játékok végeredménye nincs előre megírva, illetve nem „színészkednek” a karakterüket illetően.
Eleinte az epizódokat hétfőn és kedden forgatták, majd szerdán kora reggel már vitték a filmet a vágószobába. A formátum megváltoztatása, a küldetések bevezetése óta átlagosan 12 órát forgatnak egy részhez, és bár a több helyszín miatt nagyobb, gondosabb szervezésre van szükség, az ütemezés így könnyebb. A műsor hangulatát speciális hang- és vizuális effektekkel fokozzák, jellegzetesek a képernyőn felugró humoros szövegek és egyéb szimbólumok is.
A Running Man producere, Cso Hjodzsin (Jo Hyo-jin) szerint a legnagyobb kihívást a műsor számára az jelenti, hogy hétről-hétre új játékokat, fegyvereket találjanak ki. A műsor fokozatosan fejlődött, egészen egyszerű játékokkal indultak, majd összetettebb küldetések is megjelentek. Eleinte nehéz volt sztárvendégeket hívniuk, mert sokan úgy gondolták, fizikailag túl megterhelő a szereplés, a sorozat azonban rendkívül népszerű lett, és a producer véleménye szerint a vendégek is jól érzik magukat, a stábban jó a légkör, így a hírességek gyakran maguk kérik, hogy szerepelhessenek. A műsor elsődleges célja a nézők megnevettetése, így a feladatokat ennek megfelelően találják ki, és a szereplők is gyakran szándékosan „cukkolják” egymást.

## Állandó játékosok

### Jelenlegi játékosok
| Kép | Név                           | Becenév | Epizódok                                      | Megjegyzések |
| --- | ----------------------------- | --- | --------------------------------------------- | --- |
|     | Ju Dzseszok (Yoo Jae-suk)     | Yoo-ruce Willis (유르스 윌리스, Juruszu Villiszu) Ju Hjok (Yoo Hyuk) (유혁) Yoo-mes Bond (유임스 본드 Juimszu Bondu) Szöcske (메뚜기 Mettugi)                                      | 1. rész –                                     | A műsor fő műsorvezetője, híres arról, hogy a legnehezebb szituációkból is képes megmenekülni. Intelligenciája és jófiú-imidzse miatt a show egyik legnépszerűbb tagja. |
|     | Haha                          | Haroro (하로로) Roro (로로) Pingvin (펭귄 Phengvin) Playboy (난봉꾼 Nambongkkun) Kölyök (꼬마 kkoma)                                                                               | 1. rész –                                     | Haha a csapat komédiása, állandó humorforrása. Alacsony testfelépítése és Pororóhoz való hasonlósága miatt Haroro lett a beceneve. Hajlamos flörtölni a női vendégekkel, és furfangos módon próbálja megoldani a feladatokat, nem ódzkodik a csapattársai elárulásától sem. |
|     | Csi Szokcsin (Ji Suk-jin)     | Nagyorrú bátyó (왕코형님 Vangkho hjongnim) Impala (임팔라 Imphalla) Versenyindító (레이스 스타터 Reiszu szuthatho)                                                                 | 1. rész –                                     | A csapat legidősebb és leggyengébb tagja, szinte mindig kiesik a versenyből már a legelején (elkapják, elbukik), emiatt a többiek azzal viccelnek, hogy a verseny csak azután kezdődik el igazán, amikor Csi (Ji)t kiiktatták.                                              |
|     | I Gvangszu (Lee Kwang-soo)    | Gvangszu gazda (모함광수 Moham Kvangszu) Zsiráf (기린 kirin) Az Árulás Mestere (배신의 아이콘 Pesini aikhon) Ázsia hercege (아시아 프린스 Asia phurinszu) Gvangdzsa (광자)         | 1. rész –                                     | Magassága miatt érdemelte ki a Zsiráf becenevet. Az egyik legnépszerűbb tagja a csapatnak a nézők körében. Játék közben a saját céljai érdekében bármikor hajlandó elárulni a társait, emiatt lett Az Árulás Mestere a másik beceneve.                                      |
|     | Kim Dzsongguk (Kim Jong-kook) | Spárta-guksz (스파르타국스 Szupharuthagukszu) Parancsnok (능력자 Nungnjokcsa) Kookie (꾹이 Kkugi) Tigris (호랑이 Horangi) Kkuk edző (꾹코치 Kkuk khocshi)                          | 1. rész –                                     | Hatalmas és erős, Kim gyakran puszta fizikai erejének köszönhetően megnyeri a versenyeket, de emellett rendkívül intelligens is, ezért a csapat egyik ászaként tartják számon. Becenevét, a Parancsnokot és a Spárta-gukszot is emiatt kapta.                               |
|     | Szong Dzsihjo (Song Ji-hyo)   | Üres Dzsi (멍지 Mong Dzsi) Miss Üres (미스멍 Miszu Mong) Ász (에이스 Eiszu) Rossz Dzsihjo (불량지효 Pulljang Dzsihjo) Hétfői barátnő (월요여친) Arany Dzsihjo (금지효 Kum Dzsihjo) | 2. – 5. rész (vendég) 7. rész – (állandó)     | Sokáig a csapat egyetlen női tagja volt, ennek ellenére az egyik legerősebb játékos, aki gyakran meglepi a társait lopakodó képességével és ügyességével, ezzel érdemelte ki az Ász becenevet.                                                                              |
|     | Cson Szomin (Jeon So-min)     | Kvangszu (Gwangsu) női változata (여자 광수) Árulónő (여성 반역자) | 224, 343. rész (vendég) 346, rész – (állandó) | Akárcsak Kvangszu (Gwangsu), gyakran elárulja társait, emiatt sokszor állítják őket párba. |
|     | Jang Szecshan (Yang Se-chan)  | Eper Jang (양딸기) A balszerencse új királya (불운의 새로운 왕) Nyolcas (여덟 번째)                                                                                                | 321, 323. rész (vendég) 346. rész – (állandó) | Akárcsak Dzseszok (Jae-seok), ő is állandóan balszerencsés a küldetésekben. |

### Korábbi játékosok
| Kép | Név                            | Becenév | Epizódok                                                        | Megjegyzések |
| --- | ------------------------------ | --- | --------------------------------------------------------------- | --- |
|     | Lizzy                          | Puszani lány (부산 소녀 Puszan szonjo) | 13.– 14. rész (vendég) 18. – 25. rész (állandó)                 | Eredetileg vendég volt, a 18. résztől kezdve állandó szereplő lett. Mivel Puszanból származik, akcentussal beszél, így kapta a „puszani lány” becenevet. A 25. epizód volt az utolsó, ahol állandó szereplő volt, énekesi karrierje miatt távozni kényszerült.                                                                                               |
|     | Szong Dzsunggi (Song Joong-ki) | Virág Dzsunggi (꽃중기 Kkot Dzsunggi) Eszes Dzsungi (브레인 중기 Purein Dzsunggi) Aktív Fiatalember (적극청년 Csokkuk cshongnjon)                                            | 1. – 41. rész (állandó) 66. rész (vendég) 71., 97. rész (cameo) | Újoncként került a varietéműsorok világába, eszes, furfangos játékosként lett ismert, aki könnyen megoldja a rejtvényeket és képes menet közben stratégiát alkotni. A 41. rész volt az utolsó megjelenése állandó tagként, színészi karrierjére akart koncentrálni, így kilépett a műsorból. Később vendégként, majd egy-egy cameomegjelenéssel tért vissza. |
|     | Gary                           | Békés Gary (평온개리 Phjongon Geri) Hétfői barát (월요남친 Voljo namcshin) Egyenes Gary (직진개리 Csukcsin Geri) Gary-sswi (개리쒸 Gerissü) Vad Gary (야생개리 Jaszeng Geri) | 1. rész –324. rész                                              | Az eredetileg rapper Gary minden körülmények között nyugodt és derűs arcot vág, emiatt állandó viccek céltáblája a stábban. Szong Dzsihjóval (Song Ji-hyóval) közösen alkotják a „Hétfői Párt”, a két műsorvezető közötti „vonzalom” és az eredetileg hétfőnkénti forgatási napok miatt kapták ezt a becenevet.                                              |

### Kapcsolatok
A Running Man visszatérő poénforrásai a spontán vagy forgatókönyv szerint kialakult, kialakított kapcsolatok a szereplők között. Vannak több évad óta működők és néhány epizód erejéig létezők is.
| Játékosok                                                                        | Kapcsolat | Megjegyzések |
| -------------------------------------------------------------------------------- | --- | --- |
| Kim Dzsongguk (Kim Jong-kook), Haha, Gary                                        | Kim Dzsongguk (Kim Jong-kook) és a Két Kölyök (김종국과 아이둘, Kim Dzsonggukkva aidul (Kim Jong-kookkwa aideul)                                                | A nevet a Seo Taiji and Boys együttes (서태지와 아이들 Szo Thedzsiva aidul (Seo Taijiwa aideul)) inspirálta. Az első évad elején Haha és Gary gyakran került egy csapatba Kim Dzsongguk (Kim Jong-kook)kal, aki parancsnokként viselkedett velük szemben, gyakran megszidva, megrémítve a két fiatalabb férfit. |
| Gary, Szong Dzsihjo (Song Ji-hyo)                                                | Hétfői pár (월요커플 Voljo khophul (Wolyo keopeul) | A műsor fő „szerelmi szála”, mely azután bontakozott ki igazán, hogy Szong Dzsunggi (Song Joong-ki) kilépett. A sorozatot eredetileg hétfőnként forgatták, ezért lett a nevük Hétfői Pár. |
| Szong Dzsunggi (Song Joong-ki), Szong Dzsihjo (Song Ji-hyo)                      | Szong-Szong (Song-Song) pár (송송커플 Szong Szong khophul (Song Song keopul) ) Szong-Szong (Song-Song) testvérek (송송남매 Szong Szong namme (Song Song nammae) | A 15. résztől kezdett kialakulni a kapcsolatuk, amikor Szong Dzsunggi (Song Joong-ki) megpuszilta Szong Dzsihjó (Song Ji-hyó)t. Később „testvéri” jellegűvé „szelídült” a kapcsolatuk. |
| I Gvangszu (Lee Kwang-soo), Szong Dzsunggi (Song Joong-ki)                       | Az egykorú barátok (동갑내기 Tonggamnegi (Donggamnaegi) | I Gvangszu (Lee Kwang-soo) gyakran hangoztatja, hogy közeli viszonyban van Szong Dzsunggi (Song Joong-ki)val, mivel ugyanabban az évben születtek. Dzsunggi (Joong-ki) azonban mindig tagadja ezt, amire Gvangszu ( Kwang-soo) „megsértődik”. |
| Csi Szokcsin (Ji Suk-jin), I Gvangszu (Lee Kwang-soo)                            | Easy tesók (이지 브라더스 Idzsi puradoszu (Iji beuradeoseu) | A 65. részben alakult kapcsolat, hasonló a Family Outing Dumb és Dumber-karaktereihez. A 68. részben lett a nevük Easy-tesók, amikor kémeket kellett alakítaniuk és a többiek számára nyomként a kémek megtalálására az Easy szót használták, ami a két játékos vezetéknevének kombinációja (I+dzsi (I+Ji) Minden küldetés előtt a Feel, Touch, Cross! (필, 촉, 크로스!) kiáltással buzdítják egymást. |
| Ju Dzseszok (Yoo Jae-suk), I Gvangszu (Lee Kwang-soo)                            | Ju-I (Yoo-Lee) (유이) I-Ju (Lee-Yoo) (이유) | A 90. részben alakult, amikor Ju Dzseszok (Yoo Jae-suk) és I Gvangszu (Lee Kwang-soo) egy csapatba került. Mivel a vezetéknevükből alkotott becenév úgy hangzik, mint az After School együttes egyik tagjának, UEE-nak a neve, ezért gyakran viccelődnek azzal, hogy mennyire hiányzik nekik az énekesnő. |
| Ju Dzseszok (Yoo Jae-suk), Csi Szokcsin (Ji Suk-jin), I Gvangszu (Lee Kwang-soo) | Börtöntöltelék trió (감옥 단골 3인방 Kamok tangol 3inbang (Gamok dangol 3inbang) I-Ju-Dzsi (Lee-Yoo-Ji) tesók (이유지 브라더스)                                 | Ezt a három szereplőt gyakran hamar kiiktatja a többi játékos, így együtt kénytelenek ülni a „börtönben”, ahová a kiejtett játékosokat száműzik. Az Easy tesókból fejlődött ki, másik nevük, az I-Ju-Dzsi (Lee-Yoo-Ji) tesók a vezetéknevek összerakásából keletkezett, melynek jelentése is van koreaiul („ez az oka”), ezzel is gyakran viccelnek. |
| Ju Dzseszok (Yoo Jae-suk), Csi Szokcsin (Ji Suk-jin)                             | Szok (Suk)-tesók (석브라더스) | A két műsorvezető barátsága már több mint 20 éves, és mindkettejük utónevében a Szok (Suk) szótag szerepel, így kapták ezt a becenevet. |
| Kim Dzsongguk (Kim Jong-kook), Haha                                              | Bátyám, Öcsém (우리 형, 내 동생 Uri hjong, ne tongszeng (Uri hyeong, nae dongsaeng)                                                                             | Gyakran kerülnek egy csapatba, és játékosan „bátyám-öcsém” néven nevezik egymást. |
| Ju Dzseszok (Yoo Jae-suk), Haha                                                  | Ju-Ha (Yoo-Ha) (유하) | Akkor alakult, amikor a 82. epizódban kiderült, hogy Szong Dzsihjo (Song Ji-hyo) az ügynöksége vezérigazgatójával él párkapcsolatban. Csi Szokcsin (Ji Suk-jin) reakciója az volt a bejelentésre, hogy a műsornak szüksége lesz egy új „szerelmi szálra” a Hétfői pár helyett, amire Haha viccesen megjegyezte, hogy Ju Dzseszok (Yoo Jae-suk)kal készül szerelmi szálat kialakítani. Ju Dzseszok (Yoo Jae-suk) erre azt felelte, napok óta nem alszik, mert Hahára gondol. A két játékos a 74. epizód óta gyakran ugratja egymást az akkori „szupererejével” (Haha: „Az idő ura vagyok”, Ju Dzseszok (Yoo Jae-suk): „Az őrületbe kergetsz!”). |
| Kim Dzsongguk (Kim Jong-kook), I Gvangszu (Lee Kwang-soo)                        | Tigris és Zsiráf (호랑이와 기린 Horangiva kirin (Horangiwa girin)                                                                                               | A 82. részben alakult, amikor I Gvangszu (Lee Kwang-soo) és Kim Dzsongguk (Kim Jong-kook) egy csapatba kerültek. Kim Dzsongguk (Kim Jong-kook) személyisége leginkább egy tigrisére emlékeztet, míg I Gvangszu (Lee Kwang-soo) magas és ügyetlen, mint egy zsiráf. A 84. és 85. epizódban is összekerültek, papirbilinccsel egész napra egymáshoz voltak láncolva. A páros kapcsolata Tom és Jerryére emlékeztet. |
| Haha, Csi Szokcsin (Ji Suk-jin), I Gvangszu (Lee Kwang-soo)                      | Árulók klubja (배신자 클럽 Pesindzsa khullop (Baesinja keulleop)                                                                                                | Miután Haha és I Gvangszu (Lee Kwang-soo) az árulás mestereivé lettek, Csi Szokcsin (Ji Suk-jin) is mellékjük került az Árulók klubjába. A 146. epizódban egy csapatot is alakítottak nekik, a feladatuk kincsrablás volt. |

## Stáb
A Running Man népes stábbal forgat, akik azonban nem csak a kamera mögött foglalnak helyet, gyakran maguk is részeseivé válnak a műsornak, vagy épp befolyásolják a végkimenetet. Minden műsorvezetőnek saját operatőre (VJ) van, akik kézi kamerával követik őket a műsor alatt. A meghívott vendégek is saját operatőrt kapnak. Az operatőröknek gyakorta ugyanolyan nehézségeken kell átesniük, mint a szereplőknek, különösen a rengeteg futást igénylő feladatokban, és időnként a játékokban is részt vesznek. Az operatőröket eredetileg nem jelölték ki egy-egy specifikus szereplő követésére, a munka folyamán alakult ki, ki melyik szereplőhöz csapódott. Csupán azt vették figyelembe, hogy például erősebb, gyorsabban futó játékosok mellé hasonló fizikai erőben lévő VJ kerüljön. Ju Dzseszok (Yoo Jae-suk) operatőre például csaknem nyolc kilót fogyott és edzőterembe járt, hogy követni tudja a műsorvezető iramát. Az aktív szereplésüknek köszönhetően a híres műsorvezetők operatőrei is ismertek lettek, némelyiküknek rajongói klubja is alakult. A stáb eleinte csupán néhány kamerával dolgozott, ma már több mint 70-et használnak a műsor forgatásához.
A műsor vezető producere sokáig Nam Szungjong (Nam Seung-yong) volt, aki három rendező-producerrel (PD; Cso Hjodzsin, Im Gvonthek, Kim Dzsuhjong (Jo Hyo-jin, Im Gwon-taek, Kim Ju-hyeong)) dolgozott a felvételeken. Rajtuk kívül számos segédrendezőt is alkalmaznak, különösen a nagyobb és bonyolultabb helyszíneken. A floor directorok (FD) közül kiemelkedik Ko Dongvan (Ko Dong-wan), aki gyakran maga is szerepel a képernyőn, feladatai közé tartozik a szereplők helyszínre kalauzolása és a küldetések ismertetése, gyakran különös vagy vicces kosztümbe öltözve.
2020. február 5. óta Cshö Bophil (Choi Bo-pil) a show rendező-producere (PD).

## Vendégek

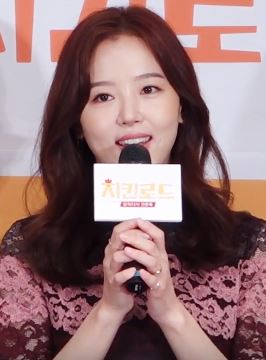
Kang Hanna, a legtöbbet hívott vendég 2021 áprilisával bezárólag

A Running Man visszatérő játéka, hogy ha egy versenyző (tépőzárral rögzített) névtábláját az ellenfél letépi, akkor az adott versenyző kiesik.

A Running Man vendégszereplői hírességek, K-pop-sztárok, színészek, sportolók. Vannak, akik többször is szerepeltek a műsor folyamán, 2021 áprilisával bezárólag a legtöbbször hívott vendég Kang Hanna, aki 21 epizódban szerepelt, a második legtöbbet szerepelt sztár Hong Dzsinjong (Hong Jin-young) 20 epizóddal, a harmadik pedig I Szangjop (Lee Sang-yeob) 16 epizóddal. Külföldi hírességek közül Jackie Chan, Patrice Evra, Tom Cruise, Henry Cavill és Simon Pegg, Ryan Reynolds, Mélanie Laurent és Adria Arjona is szerepelt a műsorban.

## Küldetések
A Running Man formátumában vannak állandó küldetések, ezek több epizódban, vissza-visszatérő módon játszott játékok. Egyes epizódokban egy fő küldetés (például elrejtett tárgyak megtalálása) során is több kisebb küldetést, illetve játékot kell a szereplőknek teljesíteni. A műsor első évadában a vesztesek büntetést kaptak. Az visszatérő játékok mellett az adott helyszínhez kapcsolódó küldetések, játékok is szerepelnek a műsorban.

### Tematikus küldetések
A műsor történetében készültek úgynevezett tematikus küldetések is, amelyek bizonyos téma köré épültek fel, mintegy történetmesélő módon. Ezeket az epizódokat rendszerint a jobb minőségű, nagyobb élményt nyújtó epizódok közé sorolják.

#### Yoo-mes Bond
A 38., 91. és 140. epizód tematikája James Bond-paródia, melyben Ju Dzseszok (Yoo Jae-suk)nak Yoo-mes Bondként ki kell iktatnia a többi játékost, miközben a csapat többi tagja nem tudja, hogy ez a cél. A 38. részben szerepelt először ez a tematika, amikor is Junak (Yoo-nak) vízipisztollyal kellett társai névtáblájára vizet spriccelni, ezzel kiütve őket a játékból. Egy évvel később, a 91. részben tért vissza Yoo-mes Bond, ahol a történet szerint a többi játékost letartóztatják különféle bűnök elkövetéséért, de megszöknek, és Bondnak vízipisztollyal kell elkapnia őket. A 140. részben a csapatból valaki Bondra tereli a gyanút, hogy a „dühvírust” terjeszti. Bondnak meg kell tudnia, ki az igazi bűnös és megszereznie az ellenszert. A 91. és 140. részt mozifilmszerűen forgatták.

#### A legjobbak legjobbika
A 42., 74. és 130. epizód tematikája volt. A játék célja eldönteni, ki a legjobb Running Man. A küldetés során meg kell szabadulni a többiektől, és aki utolsóként talpon marad, az a legjobb Running Man. A 74. epizódban a játékosok egy-egy szupererőt is kaptak. Az első és második játékot is Gary nyerte. A 130. rész történetének első fele 1938-ban, a második fele 2013-ban játszódik. A játékosok „reinkarnálódnak”, és rá kell jönniük, ki volt 1938-ban az utolsó talpon maradó játékos és kivé reinkarnálódnak 2013-ban. A játékot ezúttal Haha nyerte.

#### Running Man-vadász
Az 52., 53., 69. és 118. rész tematikája. Először Cshö Minszu (Choi Min-soo)val játszották, akinek az volt a feladata, hogy mindegyik Running Mant elkapja. Az 53. részben Ju Dzseszok (Yoo Jae-suk) elárulja Cshö (Choi)t, ezért a színész bosszút esküszik. A 69. részben tér vissza Running Man-vadászként. Itt Ju Dzseszok (Yoo Jae-suk) négy névtáblát kap, ami azt jelenti, hogy ellenfele háromszor tépheti le azt úgy, hogy Ju (Yoo) megússza. Ju (Yoo)nak meg kell találnia és ki kell szabadítania székhez kötözött társait és megszöknie velük, mielőtt Cshö (Choi) a negyedik névtáblát is leszakítja. Cshö (Choi) a 118. részben is visszatért Running Man-vadászként, ahol ismét győzedelmeskedett Ju (Yoo) fölött.

#### A kilenc kard titka
A 133., 134. és 136. epizód tematikája. A történet szerint a „Mennyei Aranyteknős Kardja” Ninh Binhben található, és a kard természetfeletti erővel ruházza fel tulajdonosát. Az emberi kapzsiság miatt azonban kilenc részben elrejtették szerte Ázsiában. A kilenc kardot különböző küldetések teljesítésével lehet megtalálni, és segítségükkel lehet a „Mennyei Aranyteknős Kardját” egyesíteni. Ez volt a műsor első progresszív történetíve.

## Nemzetközi sugárzás és forgatás
2011 novemberében a sugárzási jogot eladták kilenc ázsiai országnak, illetve régiónak (Tajvan, Thaiföld, Kína, Hongkong, Malajzia, Japán, Szingapúr, Kambodzsa, Indonézia). 2013 elején a Running Man ázsiai népszerűségének köszönhetően a producerek úgy döntöttek, külföldi forgatási helyszíneket választanak. Korábban forgattak már Thaiföldön és Hongkongban, 2013 februárjában pedig Makaón és Vietnámban vettek fel epizódokat. Szingapúr azt is jelezte az SBS felé, hogy megvásárolná a műsorformátum licencét. 2014 februárjában a producerek bejelentették, hogy meghívást kaptak az ausztrál turisztikai hivataltól, így Ausztráliában forgattak február végén.
A Running Man online is elérhető felirattal az amerikai régió részére a Viki kínálatában.
Nemzetközi helyszíneken forgatott epizódok
- 50., 51.: Thaiföld; a vendégek Kim Mindzsong (Kim Min-jung) és Nickhun (2PM) voltak.[53]
- 61., 62.: Kína; Kang Dzsijong (Kang Ji-young) (Kara), Kim Dzsuhjok (Kim Ju-hyuk) és I Jonhi (Lee Yeon-hee) voltak a meghívottak.[54]
- 72., 73.: Hongkong; a vendégek Csong Jonghva (Jung Yong-hwa) (CN Blue) és I Mindzsong (Lee Min-jung) voltak.[55]
- 97.: az epizód második felét Thaiföldön forgatták. A vendégek Pak Csiszong (Park Ji-sung) és IU voltak.[56][57]
- 133., 134., 136.: a 133. epizód Makaón játszódott, a 134. és 136. Vietnámban. A vendégek Han Hjedzsin (Han Hye-jin) és I Donguk (Lee Dong-wook) voltak.[58]
- 154.: Kína; a vendégek Ku Dzsacshol (Koo Ja-cheol), Pak Csiszong (Park Ji-sung), Patrice Evra és Sulli (f(x)) voltak.[59][60]
- 188., 189.: Ausztrália; a vendégek Kim Ubin (Kim Woo-bin) és Rain voltak.[61]
- 200.: Indonézia; a vendég Pak Csiszong (Park Ji-seong) volt.[62]
- 212.: Tajvan; a vendégek I Szongdzse (Lee Seong-jae), Csi Cshanguk (Ji Chang-uk), Skull, Im Szurong (Im Seulong) (2 AM), Ailee és Kim Theu (Kim Tae-u) voltak.[63]
- 234.: Hongkong és Thaiföld;  a vendégek Fei (Miss A), Kim Szongnjong (Kim Seong-ryeong), Shoo, Szo U (Seo Woo), Taecyeon (2PM), Ju Szon (Yoo Seon]) és Jon Dzsonghun (Yeon Jeong-hun) voltak.[64]
- 283–284.: Sanghaj; a vendégek Csi Szojon (Ji So-yeon), Csong Desze (Jong Dae-se) és Pak Csiszong (Park Ji-seong) labdarúgók voltak.[65]
- 289–290: Dubaj; a vendégek Csong Iru (Jeong Il-u) és I Dahe (Lee Da-hae) voltak.[66]
- 347–348: Oszaka, Tajpej; a vendég Csang Dojon (Jang Do-yeon) volt.[67][68]
- 351–352: Ulánbátor, Mongólia; Vlagyivosztok, Oroszország, vendégek nélkül.[69]
- 353–355: Jokohama, Jamanasi, Tokió; a vendég Csong Hjeszong (Jeong Hye-seong) volt.[70]
- 369–371: Yogyakarta, Indonézia, vendégek nélkül; csak I Gvangszu (Lee Gwangsu) és Cson Szomin (Jeon So-min) vettek részt.[71]
- 378–379: Darwin, Ausztrália; Queenstown, Új-zéland; vendégek nélkül.[72]
- 390–392: Okinava, Japán; Cusima; Thaiföld; vendégek: Ho Gjonghvan (Heo Gyeong-hwan), I Szangjop (Lee Sang-yeob), Shorry J (Mighty Mouth), Ju Bjongdzse (Yoo Byeong-jae).[73]
- 399–400: Hongkong; csak Ju Dzseszok (Yoo Jae-seok), Cson Szomin (Jeon So-min) és Jang Szecshan (Yang Se-chan) vett részt, vendég Kang Hanna volt.[74]
- 406–408: 
  - Anglia: Ju Dzseszok (Yoo Jae-seok), Csi Szokcsin (Ji Seok-jin), I Gvangszu (Lee Gwang-su), Cson Szomin (Jeon So-min); vendégek: I Dahi (Lee Da-hee) és I Szangjop (Lee Sang-yeob)[75]
  - Svájc: Haha, Kim Dzsongguk (Kim Jong-guk), Szong Dzsihjo (Song Ji-hyo), Jang Szecshan (Yang Se-chan); vendégek: Hong Dzsinjong (Hong Jin-young) és Kang Hanna[76]
- 428–431: Hongkong; nem voltak vendégek, csak Ju Dzseszok (Yoo Jae-seok), Csi Szokcsin (Ji Seok-jin) és Cson Szomin (Jeon So-min) vettek részt.[77]

## Formátum eladása
A Running Man formátumát először Kína vásárolta meg 2014-ben, ahol Penpao pa (Bēnpǎo Ba) (奔跑吧, Keep Running) néven fut. 2019-ben Vietnam és Indonézia, 2020-ban pedig a Fülöp-szigetek is megvette a formátumot.

## Zene
Az állandó játékosok mindegyikének saját dala van a műsorban, melyet karakterükre jellemző pillanatokban játszanak le:
- Sting: Saint Agnes and the Burning Train; I Gvangszu (Lee Gwang-soo) vezérdallama, melyet akkor játszanak le, amikor valamilyen küldetést elront, vagy egyéb „tragédia” történik vele.
- New Kids on the Block: Step by Step; Ju Dzseszok (Yoo Jae-suk) bevonuló dala.
- Leessang-dalok; Gary vezérdallamai, például a Hétfői pár kapcsolatát festik alá velük.
- Pak Csinjong (Park Jin-young); The House You Live In; Csi Szokcsin (Ji Suk-jin) vezérdallama.
- Alan Silvestri: What We Need Is A Hero; Kim Dzsongguk (Kim Jong-kook) vezérdallama.
- Angry Birds aláfestő zenéje; Szong Dzsihjo (Song Jihyo) vezérdallama minden egyes alkalommal, amikor Rossz Dzsihjóként (Jihyóként) viselkedik.
- Lutricia McNeal: Perfect Love; Haha vezérdallama, amikor a hölgyvendégekkel flörtöl.
- Pororo the Little Penguin filmzenéje; Haha egyik vezérdallama.

## Fogadtatás

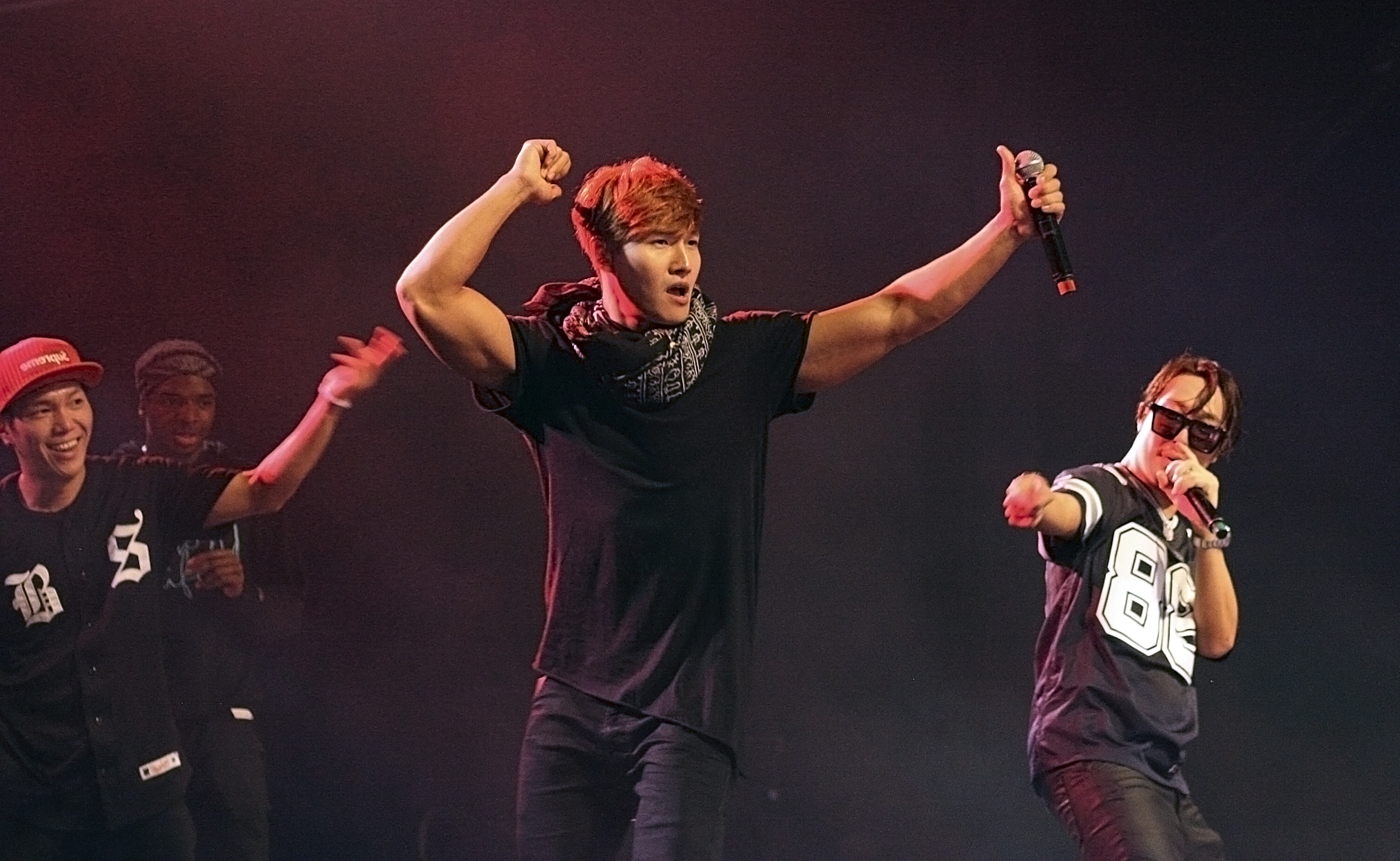
Kim Dzsongguk (Kim Jong-guk) (középen) és Haha (jobb szélen) 2014-ben Dallasban rajongói találkozón

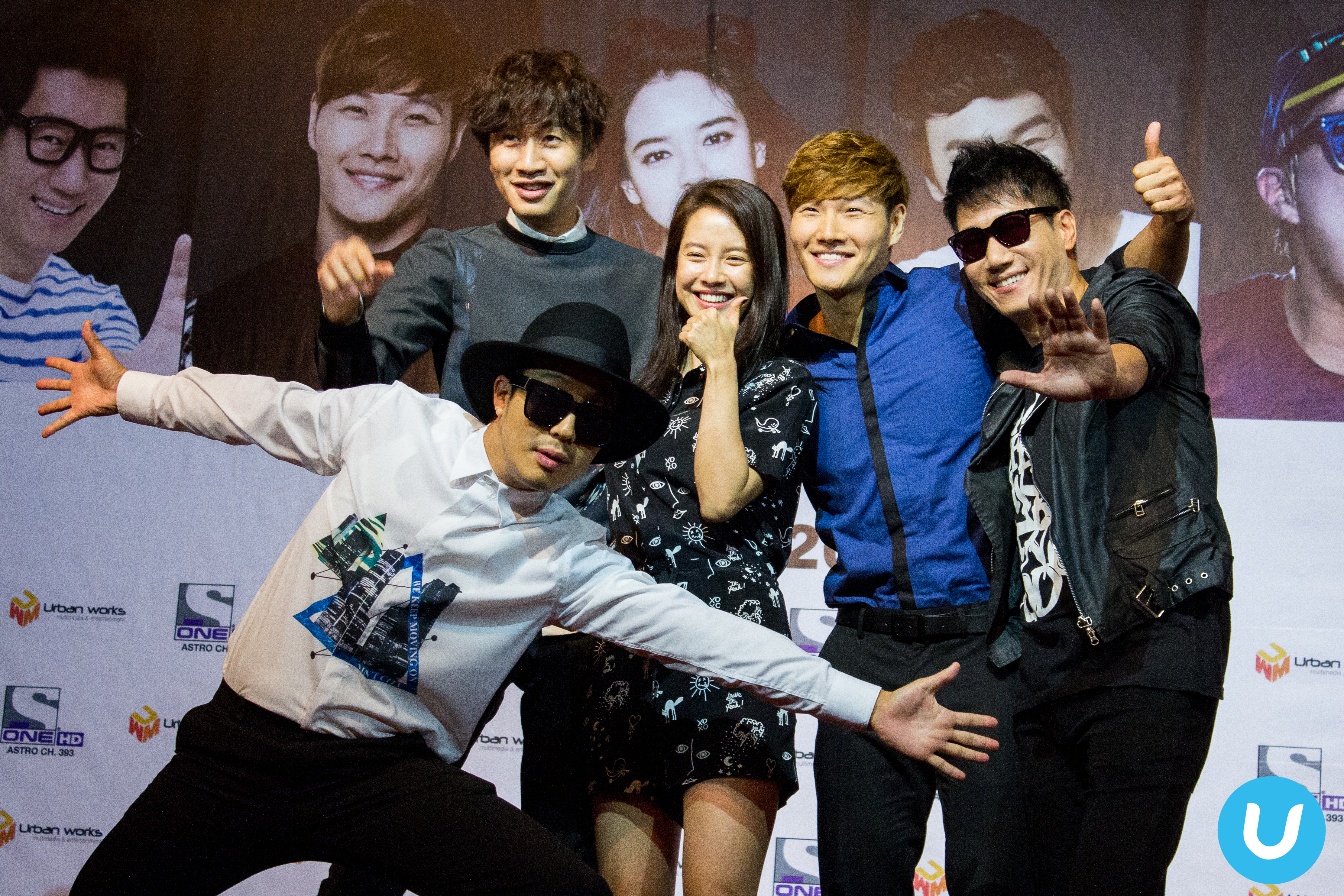
A Running Man állandó játékosai közül öten (Haha, I Gvangszu (Lee Gwang-soo), Szong Dzsihjo (Song Jihyo), Kim Dzsongguk (Kim Jong-guk) és Csi Szokcsin (Ji Suk-jin)) Malajziában rajongói találkozón

Az első epizód megítélése vegyes volt, az Asiae szerint például a műsorban van fantázia és lehetőség, azonban az első részben nem igazán használták ki a terep nyújtotta lehetőségeket, gyorsabbnak és dinamikusabbnak kellett volna lennie.
A műsor a lassú kezdés ellenére rendkívül népszerűvé vált, epizódonként átlagosan 2,1 millió nézőt ültet a képernyő elé Dél-Koreában. A rajongói fordításoknak köszönhetően Ázsián kívül is sok rajongója van, az angol mellett többek között spanyolra és arabra is fordítják.
A The Straits Times szerint négy fő oka van a sikernek: a kiszámíthatatlanság, a humor, a sztárvendégek és a szereplők közötti kapcsolat. Népszerűségét a szingapúri Nanjang (Nanyang) Műszaki Egyetem televízió- és filmszakának adjunktusa, Liew Kai Khiun (廖繼權, Liao Csi-csüan (Liào Jì-quán)) szerint az adja, hogy a műsor kreatív módon használja ki az egyébként nehezen behatárolható közterületek adta lehetőségeket: „A Running Man arról szól, hogy a nézőket elviszik nem csak Dél-Korea, de az egész régió különböző zugaiba. Ázsia meglehetősen gyors léptékű városi társadalmaiban a műsor segít feloldani a mindennapi stresszt, ami ezekhez az utcákhoz és épületekhez kötődik.” Liew szerint az is hozzájárul a sikerhez, hogy az állandó szereplők nem kifejezetten jóképű, szép emberek, így nincs mi veszíteniük, ha idiótán viselkednek a műsorban és „birkóznak egymással, mint a gyerekek.”
A Running Man producere, Cso Hjodzsin (Jo Hyo-jin) szerint a műsor azért népszerű, mert könnyű megérteni a lényegét, miszerint versenyezni kell a győzelemért. A producer úgy véli, a siker egy része az állandó játékosok közti harmóniának és együttműködésnek is köszönhető. A híres K-pop-sztárok meghívása tovább emelte a műsor nézettségét, olyan előadók játszottak a Running Manben, mint a Super Junior vagy a Girls’ Generation. A sztárok miatt ugyanakkor negatív kritikát is kapnak olykor, a Big Bang meghívásakor például a nézők úgy érezték, túl könnyen nyert az együttes, a producer azonban cáfolta, hogy előnyös helyzetet teremtettek volna a vendégeknek. Cso (Jo) hozzátette, hogy a műsor rajongói igen kritikusak, ezért állandóan változtatni kell a játékokon, nem lehet ugyanúgy megismételni egyet sem.
A műsor révén nemzetközi sztár lett a szinte korábban teljesen ismeretlen I Gvangszu (Lee Kwang-soo)ból, akit a rajongók „Ázsia hercegének” becéznek. Az állandó játékosok 2013 októberében mintegy 3000 fős rajongói találkozón vettek részt Szingapúrban, de a vietnámi epizód forgatására érkezve is több ezren várták őket a repülőtéren.

## Nézettségi statisztika
A legalacsonyabb nézettséget az adott időszakban kék szín, a legmagasabbat piros szín jelöli.
2010
- A Good Sunday két részletben jelentkezik, a Running Man Good Sunday Part 1 néven fut.

| Epizód | Dátum                | TNmS Ratings | TNmS Ratings            | AGB Ratings | AGB Ratings             |
| Epizód | Dátum                | Országos     | Szöuli Fővárosi Terület | Országos    | Szöuli Fővárosi Terület |
| ------ | -------------------- | ------------ | ----------------------- | ----------- | ----------------------- |
| 1.     | 2010. július 11.     | 12,0%        | 12,5%                   | 10,0%       | 10,7%                   |
| 2.     | 2010. július 18.     | 8,0%         | 8,1%                    | 7,8%        | 8,7%                    |
| 3.     | 2010. július 25.     | 6,7%         | 7,6%                    | 7,4%        | 8,1%                    |
| 4.     | 2010. augusztus 1.   | 7,8%         | 8,6%                    | 6,3%        | 7,0%                    |
| 5.     | 2010. augusztus 8.   | 8,0%         | 8,9%                    | 7,3%        | 8,8%                    |
| 6.     | 2010. augusztus 15.  | 7,6%         | 7,9%                    | 7,8%        | 8,5%                    |
| 7.     | 2010. augusztus 22.  | 8,4%         | 9,3%                    | 6,6%        | 7,7%                    |
| 8.     | 2010. augusztus 29.  | 8,4%         | 8,9%                    | 7,9%        | 8,1%                    |
| 9.     | 2010. szeptember 5.  | 9,3%         | 9,5%                    | 7,4%        | 8,2%                    |
| 10.    | 2010. szeptember 12. | 7,8%         | 8,2%                    | 6,6%        | 6,8%                    |
| 11.    | 2010. szeptember 19. | 8,2%         | 8,5%                    | 7,0%        | 7,9%                    |
| 12.    | 2010. szeptember 26. | 6,7%         | 6,8%                    | 5,6%        | 6,5%                    |
| 13.    | 2010. október 3.     | 7,0%         | 7,2%                    | 7,1%        | 8,1%                    |
| 14.    | 2010. október 17.    | 11,1%        | 11,8%                   | 8,8%        | 8,8%                    |
| 15.    | 2010. október 24.    | 13,2%        | 14,1%                   | 11,1%       | 11,4%                   |
| 16.    | 2010. október 31.    | 11,0%        | 11,5%                   | 10,3%       | 11,0%                   |
| 17.    | 2010. november 7.    | 13,2%        | 14,1%                   | 9,%         | 10,2%                   |
| 18.    | 2010. november 21.   | 10,3%        | 10,8%                   | 8,9%        | 9,5%                    |
| 19.    | 2010. november 28.   | 13,2%        | 14,0%                   | 9,3%        | 9,9%                    |
| 20.    | 2010. december 5.    | 11,8%        | 12,6%                   | 9,3%        | 9,8%                    |
| 21.    | 2010. december 12.   | 12,7%        | 13,7%                   | 11,2%       | 12,1%                   |
| 22.    | 2010. december 19.   | 13,2%        | 14,2%                   | 10,6%       | 11,1%                   |
| 23.    | 2010. december 26.   | 12,6%        | 13,9%                   | 10,7%       | 11,6%                   |

2011
| Epizód | Dátum             | TNmS Ratings | TNmS Ratings            | AGB Ratings | AGB Ratings             |
| Epizód | Dátum             | Országos     | Szöuli Fővárosi Terület | Országos    | Szöuli Fővárosi Terület |
| ------ | ----------------- | ------------ | ----------------------- | ----------- | ----------------------- |
| 24.    | 2011. január 2.   | 9,7%         | 12,9%                   | 11,1%       | 12,1%                   |
| 25.    | 2011. január 29.  | 11,7%        | 15,7%                   | 10,9%       | 11,1%                   |
| 26.    | 2011. január 16.  | 11,8%        | 14,4%                   | 11,5%       | 12,0%                   |
| 27.    | 2011. január 23.  | 12,6%        | 15,8%                   | 13,2%       | 14,5%                   |
| 28.    | 2011. január 30.  | 13,7%        | 17,5%                   | 14,9%       | 16,3%                   |
| 29.    | 2011. február 6.  | 13,1%        | 16,6%                   | 15,0%       | 16,2%                   |
| 30.    | 2011. február 13. | 10,4%        | 12,5%                   | 10,7%       | 11,4%                   |
| 31.    | 2011. február 20. | 11,2%        | 13,7%                   | 12,6%       | 13,4%                   |
| 32.    | 2011. február 27. | 11,2%        | 13,7%                   | 12,8%       | 13,7%                   |
| 33.    | 2011. március 6.  | 10,4%        | 13,1%                   | 11,2%       | 12,0%                   |
| 34.    | 2011. március 13. | 8,3%         | 10,7%                   | 10,1%       | 11,2%                   |
| 35.    | 2011. március 20. | 8,7%         | 10,4%                   | 9,9%        | 10,6%                   |
| 36.    | 2011. március 27. | 9,6%         | 11,7%                   | 11,2%       | 12,3%                   |
| 37.    | 2011. április 3.  | 10,5%        | 12,9%                   | 11,7%       | 12,5%                   |
| 38.    | 2011. április 10. | 10,2%        | 13,4%                   | 11,1%       | 12,5%                   |
| 39.    | 2011. április 17. | 9,5%         | 12,6%                   | 10,8%       | 12,4%                   |
| 40.    | 2011. április 24. | 9,6%         | 12,4%                   | 10,7%       | 11,2%                   |
| 41.    | 2011. május 1.    | 8,0%         | 9,7%                    | 9,8%        | 10,8%                   |
| 42.    | 2011. május 8.    | 8,0%         | 9,9%                    | 7,7%        | 8,1%                    |
| 43.    | 2011. május 15.   | 9,1%         | 11,9%                   | 9,6%        | 10,0%                   |

- A Good Sunday ismét egy programként jelentkezik, alább a Running Man műsorrészre vonatkozó adatok találhatóak, reklámidő nélkül.

| Epizód | Dátum                | TNmS Ratings | TNmS Ratings            | AGB Ratings | AGB Ratings             |
| Epizód | Dátum                | Országos     | Szöuli Fővárosi Terület | Országos    | Szöuli Fővárosi Terület |
| ------ | -------------------- | ------------ | ----------------------- | ----------- | ----------------------- |
| 44.    | 2011. május 22.      | 6,1%         | 8,0%                    | 6,6%        | 8,0%                    |
| 45.    | 2011. május 29.      | 6,1%         | 7,6%                    | 6,2%        | 7,3%                    |
| 46.    | 2011. június 5.      | 5,7%         | 7,2%                    | 7,0%        | 8,2%                    |
| 47.    | 2011. június 12.     | 6,6%         | 8,9%                    | 8,8%        | 9,7%                    |
| 48.    | 2011. június 19.     | 7,9%         | 10,3%                   | 7,9%        | 9,4%                    |
| 49.    | 2011. június 26.     | 9,2%         | 12,0%                   | 10,3%       | 10,5%                   |
| 50.    | 2011. július 3.      | 11,5%        | 14,2%                   | 13,3%       | 14,6%                   |
| 51.    | 2011. július 10.     | 12,0%        | 13,9%                   | 12,9%       | 13,5%                   |
| 52.    | 2011. július 17.     | 12,6%        | 14,5%                   | 13,1%       | 13,7%                   |
| 53.    | 2011. július 24.     | 12,2%        | 14,2%                   | 13,3%       | 13,9%                   |
| 54.    | 2011. július 31.     | 12,3%        | 14,2%                   | 13,0%       | 14,4%                   |
| 55.    | 2011. augusztus 7.   | 14,5%        | 17,4%                   | 14,7%       | 15,3%                   |
| 56.    | 2011. augusztus 14.  | 13,2%        | 16,8%                   | 13,9%       | 15,6%                   |
| 57.    | 2011. augusztus 21.  | 12,8%        | 15,1%                   | 13,4%       | 15,3%                   |
| 58.    | 2011. augusztus 28.  | 13,2%        | 15,0%                   | 14,8%       | 15,7%                   |
| 59.    | 2011. szeptember 4.  | 14,0%        | 16,0%                   | 14,0%       | 15,3%                   |
| 60.    | 2011. szeptember 11. | 13,4%        | 14,8%                   | 13,2%       | 13,8%                   |
| 61.    | 2011. szeptember 18. | 16,4%        | 17,8%                   | 16,2%       | 16,6%                   |

- A Good Sunday ismét két részletben jelentkezik, a Running Man Good Sunday Part 1 néven fut.

| Epizód | Dátum                | TNmS Ratings | TNmS Ratings            | AGB Ratings | AGB Ratings             |
| Epizód | Dátum                | Országos     | Szöuli Fővárosi Terület | Országos    | Szöuli Fővárosi Terület |
| ------ | -------------------- | ------------ | ----------------------- | ----------- | ----------------------- |
| 62.    | 2011. szeptember 25. | 14,3%        | 18,5%                   | 14,3%       | 15,5%                   |
| 63.    | 2011. október 2.     | 13,0%        | 16,0%                   | 13,8%       | 15,0%                   |
| 64.    | 2011. október 9.     | 13,0%        | 14,2%                   | 13,7%       | 14,0%                   |
| 65.    | 2011. október 23.    | 13,5%        | 16,8%                   | 14,6%       | 15,1%                   |
| 66.    | 2011. október 30.    | 15,5%        | 17,5%                   | 14,5%       | 14,9%                   |
| 67.    | 2011. november 6.    | 15,3%        | 18,3%                   | 15,8%       | 16,8%                   |
| 68.    | 2011. november 13.   | 16,0%        | 19,4%                   | 15,7%       | 16,9%                   |
| 69.    | 2011. november 20.   | 15,0%        | 17,1%                   | 16,9%       | 18,2%                   |
| 70.    | 2011. november 27.   | 16,5%        | 19,8%                   | 18,0%       | 19,8%                   |

- A Good Sunday ismét egy programként jelentkezik, alább a Running Man műsorrészre vonatkozó adatok találhatóak, reklámidő nélkül.

| Epizód | Dátum              | TNmS Ratings | TNmS Ratings            | AGB Ratings | AGB Ratings             |
| Epizód | Dátum              | Országos     | Szöuli Fővárosi Terület | Országos    | Szöuli Fővárosi Terület |
| ------ | ------------------ | ------------ | ----------------------- | ----------- | ----------------------- |
| 71.    | 2011. december 4.  | 14,7%        | 17,6%                   | 16,1%       | 17,9%                   |
| 72.    | 2011. december 11. | 17,1%        | 20,4%                   | 17,5%       | 19,0%                   |
| 73.    | 2011. december 18. | 17,2%        | 18,9%                   | 19,2%       | 20,8%                   |
| 74.    | 2011. december 25. | 16,5%        | 18,7%                   | 17,7%       | 18,3%                   |

2012
- Alább a Running Man műsorrészre vonatkozó adatok találhatóak, reklámidő nélkül.

| Epizód | Dátum                | TNmS Ratings | TNmS Ratings            | AGB Ratings | AGB Ratings             |
| Epizód | Dátum                | Országos     | Szöuli Fővárosi Terület | Országos    | Szöuli Fővárosi Terület |
| ------ | -------------------- | ------------ | ----------------------- | ----------- | ----------------------- |
| 75.    | 2012. január 1.      | 18,6%        | 21,5%                   | 19,2%       | 21,7%                   |
| 76.    | 2012. január 8.      | 18,5%        | 20,9%                   | 18,6%       | 20,6%                   |
| 77.    | 2012. január 15.     | 18,0%        | 20,7%                   | 20,1%       | 22,7%                   |
| 78.    | 2012. január 22.     | 12,4%        | 12,6%                   | 15,7%       | 17,6%                   |
| 79.    | 2012. január 29.     | 14,4%        | 15,7%                   | 18,0%       | 20,7%                   |
| 80.    | 2012. február 5.     | 17,0%        | 18,8%                   | 17,2%       | 18,7%                   |
| 81.    | 2012. február 12.    | 16,7%        | 18,8%                   | 17,4%       | 19,3%                   |
| 82.    | 2012. február 19.    | 17,9%        | 21,9%                   | 16,7%       | 18,2%                   |
| 83.    | 2012. február 26.    | 17,5%        | 20,6%                   | 18,1%       | 20,7%                   |
| 84.    | 2012. március 4.     | 17,6%        | 21,6%                   | 17,7%       | 20,2%                   |
| 85.    | 2012. március 11.    | 17,8%        | 22,0%                   | 16,9%       | 19,5%                   |
| 86.    | 2012. március 18.    | 16,0%        | 19,8%                   | 16,9%       | 19,2%                   |
| 87.    | 2012. március 25.    | 16,4%        | 19,7%                   | 17,4%       | 19,8%                   |
| 88.    | 2012. április 1.     | 17,5%        | 21,5%                   | 16,7%       | 18,5%                   |
| 89.    | 2012. április 8.     | 15,4%        | 20,1%                   | 16,1%       | 18,1%                   |
| 90.    | 2012. április 15.    | 13,1%        | 15,9%                   | 14,3%       | 15,8%                   |
| 91.    | 2012. április 22.    | 17,5%        | 21,9%                   | 17,6%       | 20,0%                   |
| 92.    | 2012. április 29.    | 13,1%        | 15,8%                   | 14,3%       | 15,7%                   |
| 93.    | 2012. május 6.       | 18,3%        | 21,2%                   | 17,7%       | 19,6%                   |
| 94.    | 2012. május 13.      | 17,2%        | 20,5%                   | 17,0%       | 18,9%                   |
| 95.    | 2012. május 20.      | 18,1%        | 22,2%                   | 19,5%       | 22,2%                   |
| 96.    | 2012. május 27.      | 19,3%        | 23,2%                   | 19,2%       | 20,6%                   |
| 97.    | 2012. június 3.      | 22,1%        | 27,6%                   | 20,4%       | 22,0%                   |
| 98.    | 2012. június 10.     | 18,6%        | 22,5%                   | 17,2%       | 19,0%                   |
| 99.    | 2012. június 17.     | 17,1%        | 19,4%                   | 17,6%       | 18,7%                   |
| 100.   | 2012. június 24.     | 19,6%        | 23,1%                   | 17,6%       | 19,0%                   |
| 101.   | 2012. július 1.      | 19,0%        | 21,5%                   | 17,6%       | 19,1%                   |
| 102.   | 2012. július 8.      | 19,6%        | 22,6%                   | 19,3%       | 21,2%                   |
| 103.   | 2012. július 15.     | 22,6%        | 25,2%                   | 20,2%       | 22,0%                   |
| 104.   | 2012. július 22.     | 20,5%        | 23,3%                   | 19,2%       | 20,6%                   |
| 105.   | 2012. augusztus 5.   | 16,2%        | 17,7%                   | 17,1%       | 18,5%                   |
| 106.   | 2012. augusztus 12.  | 21,1%        | 23,9%                   | 19,5%       | 20,6%                   |
| 107.   | 2012. augusztus 19.  | 20,1%        | 23,9%                   | 18,6%       | 20,3%                   |
| 108.   | 2012. augusztus 26.  | 18,6%        | 21,4%                   | 15,8%       | 17,5%                   |
| 109.   | 2012. szeptember 2.  | 22,7%        | 24,5%                   | 19,9%       | 21,1%                   |
| 110.   | 2012. szeptember 9.  | 22,0%        | 23,8%                   | 19,9%       | 21,4%                   |
| 111.   | 2012. szeptember 16. | 21,4%        | 22,0%                   | 19,4%       | 20,5%                   |
| 112.   | 2012. szeptember 23. | 19,0%        | 20,7%                   | 16,9%       | 18,0%                   |
| 113.   | 2012. szeptember 30. | 17,3%        | 18,2%                   | 15,9%       | 17,7%                   |
| 114.   | 2012. október 7.     | 18,9%        | 20,1%                   | 17,8%       | 19,1%                   |
| 115.   | 2012. október 14.    | 19,4%        | 21,8%                   | 18,8%       | 20,1%                   |
| 116.   | 2012. október 21.    | 19,6%        | 21,3%                   | 18,4%       | 20,3%                   |
| 117.   | 2012. október 28.    | 20,9%        | 23,2%                   | 19,4%       | 21,1%                   |
| 118.   | 2012. november 4.    | 21,2%        | 23,1%                   | 19,6%       | 20,7%                   |
| 119.   | 2012. november 11.   | 23,3%        | 24,9%                   | 20,9%       | 22,6%                   |
| 120.   | 2012. november 18.   | 22,9%        | 24,3%                   | 20,7%       | 22,1%                   |
| 121.   | 2012. november 25.   | 21,8%        | 22,9%                   | 18,3%       | 19,9%                   |
| 122.   | 2012. december 2.    | 20,6%        | 21,1%                   | 17,7%       | 19,5%                   |
| 123.   | 2012. december 9.    | 22,2%        | 25,1%                   | 20,0%       | 21,6%                   |
| 124.   | 2012. december 16.   | 23,4%        | 25,7%                   | 19,0%       | 20,5%                   |
| 125.   | 2012. december 23.   | 21,0%        | 22,9%                   | 17,9%       | 18,9%                   |
| 126.   | 2012. december 30.   | 22,2%        | 24,2%                   | 18,1%       | 19,3%                   |

2013
- Alább a Running Man műsorrészre vonatkozó adatok találhatóak, reklámidő nélkül.

| Epizód | Dátum                | TNmS Ratings | TNmS Ratings            | AGB Ratings | AGB Ratings             |
| Epizód | Dátum                | Országos     | Szöuli Fővárosi Terület | Országos    | Szöuli Fővárosi Terület |
| ------ | -------------------- | ------------ | ----------------------- | ----------- | ----------------------- |
| 127.   | 2013. január 6.      | 20,2%        | 22,0%                   | 19,9%       | 21,6%                   |
| 128.   | 2013. január 13.     | 20,5%        | 22,4%                   | 19,4%       | 21,2%                   |
| 129.   | 2013. január 20.     | 19,1%        | 21,1%                   | 18,4%       | 20,1%                   |
| 130.   | 2013. január 27.     | 19,8%        | 21,2%                   | 19,5%       | 21,7%                   |
| 131.   | 2013. február 3.     | 23,6%        | 25,9%                   | 20,4%       | 22,2%                   |
| 132.   | 2013. február 10.    | 15,4%        | 16,3%                   | 14,2%       | 15,3%                   |
| 133.   | 2013. február 17.    | 23,1%        | 24,6%                   | 21,0%       | 22,7%                   |
| 134.   | 2013. február 24.    | 19,9%        | 21,2%                   | 17,3%       | 18,6%                   |
| 135.   | 2013. március 3.     | 19,9%        | 21,9%                   | 19,1%       | 21,0%                   |
| 136.   | 2013. március 10.    | 19,5%        | 21,2%                   | 20,4%       | 22,6%                   |
| 137.   | 2013. március 17.    | 18,5%        | 20,3%                   | 18,4%       | 20,3%                   |
| 138.   | 2013. március 24.    | 19,8%        | 21,7%                   | 19,6%       | 21,5%                   |
| 139.   | 2013. március 31.    | 18,1%        | 20,3%                   | 18,4%       | 20,4%                   |
| 140.   | 2013. április 7.     | 17,2%        | 19,0%                   | 16,6%       | 18,7%                   |
| 141.   | 2013. április 14.    | 17,2%        | 18,3%                   | 18,1%       | 19,4%                   |
| 142.   | 2013. április 21.    | 15,3%        | 15,7%                   | 17,5%       | 19,0%                   |
| 143.   | 2013. április 28.    | 14,5%        | 15,5%                   | 15,3%       | 17,1%                   |
| 144.   | 2013. május 5.       | 11,9%        | 12,7%                   | 12,7%       | 13,8%                   |
| 145.   | 2013. május 12.      | 13,4%        | 13,6%                   | 14,6%       | 15,5%                   |
| 146.   | 2013. május 19.      | 12,4%        | 12,7%                   | 14,5%       | 15,4%                   |
| 147.   | 2013. május 26.      | 15,0%        | 15,4%                   | 17,0%       | 19,6%                   |
| 148.   | 2013. június 2.      | 12,9%        | 13,2%                   | 13,7%       | 14,8%                   |
| 149.   | 2013. június 9.      | 12,4%        | 12,8%                   | 12,8%       | 13,8%                   |
| 150.   | 2013. június 16.     | 10,7%        | 11,3%                   | 11,4%       | 11,6%                   |
| 151.   | 2013. június 23.     | 11,7%        | 12,0%                   | 12,4%       | 13,2%                   |
| 152.   | 2013. június 30.     | 13,2%        | 14,2%                   | 13,6%       | 14,7%                   |
| 153.   | 2013. július 7.      | 13,2%        | 13,4%                   | 14,5%       | 15,6%                   |
| 154.   | 2013. július 14.     | 15,6%        | 17,2%                   | 15,0%       | 16,2%                   |
| 155.   | 2013. július 21.     | 13,1%        | 13,7%                   | 13,2%       | 14,5%                   |
| 156.   | 2013. július 28.     | 12,5%        | 13,5%                   | 13,0%       | 14,5%                   |
| 157.   | 2013. augusztus 4.   | 11,8%        | 12,4%                   | 9,8%        | 10,0%                   |
| 158.   | 2013. augusztus 11.  | 11,6%        | 12,4%                   | 11,7%       | 11,7%                   |
| 159.   | 2013. augusztus 18.  | 13,9%        | 15,1%                   | 14,3%       | 15,7%                   |
| 160.   | 2013. augusztus 25.  | 12,1%        | 12,7%                   | 12,3%       | 12,4%                   |
| 161.   | 2013. szeptember 1.  | 10,9%        | 11,6%                   | 11,3%       | 11,9%                   |
| 162.   | 2013. szeptember 8.  | 12,2%        | 12,8%                   | 13,6%       | 13,9%                   |
| 163.   | 2013. szeptember 15. | 11,6%        | 12,7%                   | 12,0%       | 12,9%                   |
| 164.   | 2013. szeptember 22. | 13,2%        | 13,5%                   | 14,1%       | 14,2%                   |
| 165.   | 2013. szeptember 29. | 12,3%        | 13,1%                   | 13,5%       | 13,8%                   |
| 166.   | 2013. október 6.     | 11,9%        | 12,6%                   | 12,3%       | 13,2%                   |
| 167.   | 2013. október 13.    | 11,2%        | 12,0%                   | 11,7%       | 12,5%                   |
| 168.   | 2013. október 20.    | 12,1%        | 13,7%                   | 12,6%       | 13,6%                   |
| 169.   | 2013. október 27.    | 10,7%        | 11,8%                   | 12,1%       | 13,2%                   |
| 170.   | 2013. november 3,    | 11,8%        | 13,2%                   | 11,5%       | 12,0%                   |
| 171.   | 2013. november 10.   | 13,1%        | 14,1%                   | 14,3%       | 15,7%                   |
| 172.   | 2013. november 17.   | 12,2%        | 12,9%                   | 12,5%       | 13,5%                   |
| 173.   | 2013. november 24.   | 13,9%        | 15,5%                   | 14,4%       | 15,9%                   |
| 174.   | 2013. december 1.    | 12,5%        | 14,2%                   | 13,3%       | 14,5%                   |
| 175.   | 2013. december 8.    | 11,5%        | 13,4%                   | 13,2%       | 14,8%                   |
| 176.   | 2013. december 15.   | 11,6%        | 13,2%                   | 13,3%       | 14,0%                   |
| 177.   | 2013. december 22.   | 11,6%        | 13,4%                   | 12,3%       | 12,7%                   |
| 178.   | 2013. december 29.   | 11,6%        | 13,2%                   | 13,8%       | 15,6%                   |

2014
- Alább a Running Man műsorrészre vonatkozó adatok találhatóak, reklámidő nélkül.

| Epizód | Dátum                | TNmS Ratings | TNmS Ratings            | AGB Ratings | AGB Ratings             |
| Epizód | Dátum                | Országos     | Szöuli Fővárosi Terület | Országos    | Szöuli Fővárosi Terület |
| ------ | -------------------- | ------------ | ----------------------- | ----------- | ----------------------- |
| 179.   | 2014. január 5.      | 13,6%        | 15,4%                   | 15,1%       | 16,2%                   |
| 180.   | 2014. január 12.     | 12,2%        | 14,0%                   | 15,1%       | 17,3%                   |
| 181.   | 2014. január 19.     | 12,2%        | 14,1%                   | 12,3%       | 13,2%                   |
| 182.   | 2014. január 26.     | 14,1%        | 15,7%                   | 15,5%       | 17,4%                   |
| 183.   | 2014. február 2.     | 13,5%        | 16,3%                   | 13,8%       | 15,1%                   |
| 184.   | 2014. február 9.     | 12,9%        | 14,9%                   | 14,9%       | 16,4%                   |
| 185.   | 2014. február 16.    | 12,1%        | 13,8%                   | 12,6%       | 13,9%                   |
| 186.   | 2014. február 23.    | 11,2%        | 12,8%                   | 11,6%       | 12,9%                   |
| 187.   | 2014. március 2.     | 9,1%         | 10,8%                   | 12,9%       | 15,2%                   |
| 188.   | 2014. március 9.     | 11,8%        | 13,3%                   | 13,0%       | 14,5%                   |
| 189.   | 2014. március 16.    | 9,9%         | 11,8%                   | 12,8%       | 14,1%                   |
| 190    | 2014. március 23.    | 11,1%        | 13,2%                   | 13,6%       | 15,8%                   |
| 191.   | 2014. március 30.    | 9,0%         | 10,7%                   | 10,4%       | 12,0%                   |
| 192.   | 2014. április 6.     | 12,6%        | 14,7%                   | 13,6%       | 15,4%                   |
| 193.   | 2014. április 13.    | 10,9%        | 13,0%                   | 12,0%       | 13,0%                   |
| 194.   | 2014. május 4.       | 9,6%         | 10,5%                   | 8,7%        | 9,8%                    |
| 195.   | 2014. május 11.      | 11,6%        | 13,7%                   | 11,2%       | 12,3%                   |
| 196.   | 2014. május 18.      | 9,4%         | 10,8%                   | 9,6%        | 10,7%                   |
| 197.   | 2014. május 25.      | 11,1%        | 13,3%                   | 10,7%       | 11,4%                   |
| 198.   | 2014. június 1.      | 12,6%        | 13,2%                   | 12,1%       | 13,4%                   |
| 199.   | 2014. június 8.      | 13,4%        | 15,5%                   | 12,8%       | 13,4%                   |
| 200.   | 2014. június 15.     | 11,1%        | 12,9%                   | 10,9%       | 12,1%                   |
| 201.   | 2014. június 22.     | 10,4%        | 11,7%                   | 9,5%        | 10,0%                   |
| 202.   | 2014. június 29.     | 11,1%        | 11,8%                   | 10,9%       | 11,2%                   |
| 203.   | 2014. július 6.      | 10,3%        | 10,6%                   | 9,0%        | 9,5%                    |
| 204.   | 2014. július 13.     | 9,9%         | 10,3%                   | 9,2%        | 9,5%                    |
| 205.   | 2014. július 20.     | 10,8%        | 11,9%                   | 10,1%       | 10,7%                   |
| 206.   | 2014. július 27.     | 9,6%         | 11,4%                   | 8,6%        | 9,0%                    |
| 207.   | 2014. augusztus 3.   | 9,5%         | 10,0%                   | 10,0%       | 10,2%                   |
| 208.   | 2014. augusztus 10.  | 9,0%         | 10,3%                   | 9,1%        | 9,8%                    |
| 209.   | 2014. augusztus 17.  | 10,6%        | 12,4%                   | 10,5%       | 11,6%                   |
| 210.   | 2014. augusztus 24.  | 9,0%         | 9,7%                    | 8,5%        | 9,2%                    |
| 211.   | 2014. augusztus 31.  | 9,1%         | 10,4%                   | 9,2%        | 10,0%                   |
| 212.   | 2014. szeptember 7.  | 5,6%         | 6,3%                    | 6,2%        | 6,6%                    |
| 213.   | 2014. szeptember 21. | 6,8%         | 8,5%                    | 7,2%        | 8,1%                    |
| 214.   | 2014. szeptember 28. | 7,6%         | 9,7%                    | 7,5%        | 7,8%                    |
| 215.   | 2014. október 5.     | 9,2%         | 10,0%                   | 10,1%       | 11,1%                   |
| 216.   | 2014. október 12.    | 8,5%         | 9,8%                    | 8,9%        | 9,5%                    |
| 217.   | 2014. október 19.    | 11,0%        | 13,0%                   | 12,1%       | 13,7%                   |
| 218.   | 2014. október 26.    | 9,2%         | 10,3%                   | 9,3%        | 10,5%                   |
| 219.   | 2014. november 2.    | 10,3%        | 11,7%                   | 10,8%       | 11,1%                   |
| 220.   | 2014. november 9.    | 8,6%         | 10,2%                   | 9,1%        | 9,8%                    |
| 221.   | 2014. november 16.   | 9,2%         | 10,4%                   | 9,3%        | 9,9%                    |
| 222.   | 2014. november 23.   | 8,6%         | 10,6%                   | 9,8%        | 10,3%                   |
| 223.   | 2014. november 30.   | 10,1%        | 12,2%                   | 10,8%       | 11,5%                   |
| 224.   | 2014. december 7.    | 11,7%        | 15,2%                   | 12,1%       | 13,3%                   |
| 225.   | 2014. december 14.   | 10,3%        | 13,0%                   | 11,9%       | 13,3%                   |
| 226.   | 2014. december 21.   | 9,6%         | 11,5%                   | 10,9%       | 11,5%                   |
| 227.   | 2014. december 28.   | 11,7%        | 14,5%                   | 12,9%       | 13,4%                   |

2015
- Alább a Running Man műsorrészre vonatkozó adatok találhatóak, reklámidő nélkül.

| Epizód | Dátum          | TNmS Ratings | AGB Ratings |
| Epizód | Dátum          | Országos     | Országos    |
| ------ | -------------- | ------------ | ----------- |
| 228    | január 4.      | 15,7%        | 17,8%       |
| 229    | január 11.     | 14,7%        | 15,8%       |
| 230    | január 18.     | 12,0%        | 11,3%       |
| 231    | január 25.     | 10,3%        | 10,8%       |
| 232    | február 1.     | 11,3%        | 12,8%       |
| 233    | február 8.     | 10,4%        | 11,6%       |
| 234    | február 15.    | 11,0%        | 12,6%       |
| 235    | február 22.    | 10,6%        | 12,0%       |
| 236    | március 1.     | 10,3%        | 11,1%       |
| 237    | március 8.     | 11,2%        | 12,1%       |
| 238    | március 15.    | 10,0%        | 10,6%       |
| 239    | március 22.    | 9,7%         | 9,5%        |
| 240    | március 29.    | 11,0%        | 10,9%       |
| 241    | április 5.     | 10,7%        | 10,3%       |
| 242    | április 12.    | 10,8%        | 10,3%       |
| 243    | április 19.    | 9,7%         | 9,3%        |
| 244    | április 26.    | 9,5%         | 8,8%        |
| 245    | május 3.       | 9,0%         | 8,5%        |
| 246    | május 10.      | 8,7%         | 9,2%        |
| 247    | május 17.      | 10,5%        | 9,9%        |
| 248    | május 24.      | 8,2%         | 8,1%        |
| 249    | május 31.      | 9,8%         | 10,3%       |
| 250    | június 7.      | 9,3%         | 10,7%       |
| 251    | június 14.     | 10,4%        | 11,0%       |
| 252    | június 21.     | 7,4%         | 7,4%        |
| 253    | június 28.     | 8,2%         | 8,0%        |
| 254    | július 5.      | 9,1%         | 9,7%        |
| 255    | július 12.     | 11,3%        | 11,0%       |
| 256    | július 19.     | 9,4%         | 8,9%        |
| 257    | július 26.     | 8,4%         | 7,7%        |
| 258    | augusztus 2.   | 7,9%         | 6,8%        |
| 259    | augusztus 9.   | 9,2%         | 9,0%        |
| 260    | augusztus 16.  | 10,6%        | 9,4%        |
| 261    | augusztus 23.  | 8,2%         | 8,6%        |
| 262    | augusztus 30.  | 8,6%         | 8,9%        |
| 263    | szeptember 6.  | 7,9%         | 8,7%        |
| 264    | szeptember 13. | 8,1%         | 7,7%        |
| 265    | szeptember 20. | 8,1%         | 9,0%        |
| 266    | szeptember 27. | 7,5%         | 7,5%        |
| 267    | október 4.     | 8,5%         | 8,7%        |
| 268    | október 11.    | 10,0%        | 10,8%       |
| 269    | október 18.    | 7,8%         | 8,9%        |
| 270    | október 25.    | 8,8%         | 10,1%       |
| 271    | november 1.    | 10,1%        | 9,6%        |
| 272    | november 8.    | 6,5%         | 8,0%        |
| 273    | november 15.   | 4,4%         | 5,4%        |
| 274    | november 22.   | 5,2%         | 5,5%        |
| 275    | november 29.   | 4,8%         | 6,1%        |
| 276    | december 6.    | 5,2%         | 6,4%        |
| 277    | december 13.   | 4,5%         | 4,8%        |
| 278    | december 20.   | 6,4%         | 6,9%        |
| 279    | december 27.   | 7,4%         | 6,9%        |

2016
- Alább a Running Man műsorrészre vonatkozó adatok találhatóak, reklámidő nélkül.

| Epizód | Dátum                | TNmS Ratings | AGB Ratings |
| Epizód | Dátum                | Országos     | Országos    |
| ------ | -------------------- | ------------ | ----------- |
| 280    | 2016. január 3.      | 5,4%         | 6,3%        |
| 281    | január 10.           | 6,0%         | 6,6%        |
| 282    | 2016. január 17.     | 6,4%         | 6,7%        |
| 283    | 2016. január 24.     | 6,2%         | 7,2%        |
| 284    | 2016. január 31.     | 6,5%         | 5,6%        |
| 285    | 2016. február 7.     | 5,4%         | 5,9%        |
| 286    | 2016. február 14.    | 6,0%         | 5,5%        |
| 287    | 2016. február 21.    | 6,0%         | 6,1%        |
| 288    | 2016. február 28.    | 6,5%         | 7,4%        |
| 289    | 2016. március 6.     | 7,1%         | 7,5%        |
| 290    | 2016. március 13.    | 5,1%         | 5,6%        |
| 291    | 2016. március 20.    | 6,4%         | 6,4%        |
| 292    | 2016. március 27.    | 5,5%         | 5,4%        |
| 293    | 2016. április 3.     | 6,8%         | 8,0%        |
| 294    | 2016. április 10.    | 5,0%         | 4,9%        |
| 295    | 2016. április 17.    | 7,0%         | 7,4%        |
| 296    | 2016. április 24.    | 8,6%         | 8,4%        |
| 297    | 2016. május 1.       | 9,3%         | 9,1%        |
| 298    | 2016. május 8.       | 7,9%         | 7,8%        |
| 299    | 2016. május 15.      | 8,0%         | 9,1%        |
| 300    | 2016. május 22.      | 7,6%         | 6,8%        |
| 301    | 2016. május 29.      | 7,1%         | 7,7%        |
| 302    | 2016. június 5.      | 6,2%         | 6,8%        |
| 303    | 2016. június 12.     | 6,6%         | 6,8%        |
| 304    | 2016. június 19.     | 7,4%         | 7,0%        |
| 305    | 2016. június 26.     | 6,3%         | 7,4%        |
| 306    | 2016. július 3.      | 6,6%         | 7,2%        |
| 307    | 2016. július 10.     | 7,4%         | 7,4%        |
| 308    | 2016. július 17.     | 6,7%         | 7,8%        |
| 309    | 2016. július 24.     | 7,2%         | 7,1%        |
| 310    | 2016. július 31.     | 7,5%         | 6,8%        |
| 311    | 2016. augusztus 7.   | 5,9%         | 5,3%        |
| 312    | 2016. augusztus 14.  | 5,9%         | 5,7%        |
| 313    | 2016. augusztus 21.  | 5,9%         | 5,7%        |
| 314    | 2016. augusztus 28.  | 5,9%         | 5,5%        |
| 315    | 2016. szeptember 4.  | 7,3%         | 6,1%        |
| 316    | 2016. szeptember 11. | 7,1%         | 6,7%        |
| 317    | 2016. szeptember 18. | 6,9%         | 7,0%        |
| 318    | 2016. szeptember 25. | 7,5%         | 6,8%        |
| 319    | 2016. október 2.     | 6,5%         | 6,2%        |
| 320    | 2016. október 9.     | 6,5%         | 7,2%        |
| 321    | 2016. október 16.    | 6,3%         | 6,5%        |
| 322    | 2016. október 23.    | 7,1%         | 7,5%        |
| 323    | 2016. október 30.    | 6,2%         | 6,4%        |
| 324    | 2016. november 6.    | 6,8%         | 6,7%        |
| 325    | 2016. november 13.   | 7,1%         | 6,2%        |
| 326    | 2016. november 20.   | 6,3%         | 6,2%        |
| 327    | 2016. november 27.   | 7,0%         | 6,7%        |
| 328    | 2016. december 4.    | 7,9%         | 6,2%        |
| 329    | 2016. december 11.   | 7,3%         | 6,6%        |
| 330    | 2016. december 18.   | 6,3%         | 5,9%        |
| 331    | 2016. december 25.   | 5,5%         | 5,3%        |

2017
- Alább a Running Man műsorrészre vonatkozó adatok találhatóak, reklámidő nélkül.

| Epizód | Dátum                | TNmS Ratings | AGB Ratings |
| Epizód | Dátum                | Országos     | Országos    |
| ------ | -------------------- | ------------ | ----------- |
| 332    | 2017. január 1.      | 6,6%         | 6,6%        |
| 333    | 2017. január 8.      | 6,7%         | 7,5%        |
| 334    | 2017. január 15.     | 8,0%         | 7,8%        |
| 335    | 2017. január 22.     | 6,8%         | 6,6%        |
| 336    | 2017. január 29.     | 5,3%         | 4,9%        |
| 337    | 2017. február 5.     | 7,0%         | 6,8%        |
| 338    | 2017. február 12.    | 6,9%         | 6,8%        |
| 339    | 2017. február 19.    | 7,2%         | 6,4%        |
| 340    | 2017. február 26.    | 7,3%         | 7,4%        |
| 341    | 2017. március 5.     | 6,5%         | 6,2%        |
| 342    | 2017. március 19.    | 6,2%         | 5,5%        |
| 343    | 2017. március 26.    | 5,5%         | 5,2%        |
| 344    | 2017. április 2.     | 6,4%         | 5,1%        |
| 345    | 2017. április 9.     | 4,4%         | 3,4%        |
| 346    | 2017. április 16.    | 5,6%         | 5,4%        |
| 347    | 2017. április 23.    | 7,1%         | 6,4%        |
| 348    | 2017. április 30.    | 4,9%         | 5,2%        |
| 349    | 2017. május 7.       | 5,9%         | 6,3%        |
| 350    | 2017. május 14.      | 7,8%         | 6,6%        |
| 351    | 2017. május 21.      | 6,4%         | 5,9%        |
| 352    | 2017. május 28.      | 6,2%         | 6,2%        |
| 353    | 2017. június 4.      | 6,7%         | 6,1%        |
| 354    | 2017. június 11.     | 6,3%         | 5,9%        |
| 355    | 2017. június 18.     | 5,6%         | 6,2%        |
| 356    | 2017. június 25.     | 6,0%         | 6,2%        |
| 357    | 2017. július 2.      | 6,6%         | 6,9%        |
| 358    | 2017. július 9.      | 7,2%         | 6,1%        |
| 359    | 2017. július 16.     | 6,9%         | 6,6%        |
| 360    | 2017. július 23.     | 8,3%         | 8,0%        |
| 361    | 2017. július 30.     | 7,7%         | 5,4%        |
| 362    | 2017. augusztus 6.   | 6,8%         | 5,5%        |
| 363    | 2017. augusztus 13.  | 7,2%         | 7,0%        |
| 364    | 2017. augusztus 20.  | 6,8%         | 6,6%        |
| 365    | 2017. augusztus 27.  | 6,7%         | 6,1%        |
| 366    | 2017. szeptember 3.  | 6,5%         | 7,7%        |
| 367    | 2017. szeptember 10. | 9,0%         | 7,9%        |
| 368    | 2017. szeptember 17. | 8,7%         | 8,2%        |
| 369    | 2017. szeptember 24. | 9,6%         | 8,7%        |
| 370    | 2017. október 1.     | 7,7%         | 8,3%        |
| 371    | 2017. október 8.     | 7,4%         | 7,9%        |
| 372    | 2017. október 15.    | 8,4%         | 8,8%        |
| 373    | 2017. október 22.    | 8,2%         | 8,8%        |
| 374    | 2017. október 29.    | 8,9%         | 8,2%        |
| 375    | 2017. november 5.    | 6,6%         | 6,9%        |
| 376    | 2017. november 12.   | 7,7%         | 7,7%        |
| 377    | 2017. november 19.   | 8,8%         | 8,7%        |
| 378    | 2017. november 26.   | 7,9%         | 8,6%        |
| 379    | 2017. december 3.    | 10,5%        | 10,3%       |
| 380    | 2017. december 10.   | 8,6%         | 9,4%        |
| 381    | 2017. december 17.   | 8,6%         | 9,4%        |
| 382    | 2017. december 24.   | 7,5%         | 8,5%        |
| 383    | 2017. december 31.   | 7,1%         | 6,8%        |

2018
- Alább a Running Man műsorrészre vonatkozó adatok találhatóak, reklámidő nélkül.

| Epizód | Dátum                | TNmS Ratings | AGB Ratings |
| Epizód | Dátum                | Országos     | Országos    |
| ------ | -------------------- | ------------ | ----------- |
| 384    | 2018. január 7.      | 7,7%         | 8,5%        |
| 385    | 2018. január 14.     | 7,3%         | 8,6%        |
| 386    | 2018. január 21.     | 7,5%         | 8,6%        |
| 387    | 2018. január 28.     | 8,6%         | 9,6%        |
| 388    | 2018. február 4.     | 10,2%        | 9,2%        |
| 389    | 2018. február 18.    | 7,8%         | 7,8%        |
| 390    | 2018. március 4.     | 8,1%         | 7,7%        |
| 391    | 2018. március 11.    | 7,8%         | 7,0%        |
| 392    | 2018. március 18.    | 9,1%         | 9,2%        |
| 393    | 2018. március 25.    | 7,3%         | 8,1%        |
| 394    | 2018. április 1.     | 8,9%         | 8,2%        |
| 395    | 2018. április 8.     | 6,9%         | 7,3%        |
| 396    | 2018. április 15.    | 7,8%         | 6,9%        |
| 397    | 2018. április 22.    | 8,4%         | 7,4%        |
| 398    | 2018. április 29.    | 6,8%         | 7,1%        |
| 399    | 2018. május 6.       | 7,6%         | 6,8%        |
| 400    | 2018. május 13.      | 8,3%         | 7,6%        |
| 401    | 2018. május 20.      | 8,2%         | 5,9%        |
| 402    | 2018. május 27.      | 5,8%         | 6,9%        |
| 403    | 2018. június 3.      | 7,0%         | 6,6%        |
| 404    | 2018. június 10.     | 7,4%         | 6,9%        |
| 405    | 2018. június 17.     | 7,7%         | 7,2%        |
| 406    | 2018. június 24.     | 8,3%         | 7,6%        |
| 407    | 2018. július 1.      | 11,3%        | 7,9%        |
| 408    | 2018. július 8.      | 7,9%         | 6,8%        |
| 409    | 2018. július 15.     | 8,3%         | 7,1%        |
| 410    | 2018. július 22.     | 11,1%        | 9,5%        |
| 411    | 2018. július 29.     | 8,8%         | 6,5%        |
| 412    | 2018. augusztus 5.   | 7,8%         | 7,2%        |
| 413    | 2018. augusztus 12.  | 7,3%         | 7,0%        |
| 414    | 2018. augusztus 19.  | 9,4%         | 7,5%        |
| 415    | 2018. augusztus 26.  | 9,9%         | 8,0%        |
| 416    | 2018. szeptember 2.  | 7,5%         | 7,3%        |
| 417    | 2018. szeptember 9.  | N/R          | 7,5%        |
| 418    | 2018. szeptember 16. | N/R          | 8,0%        |
| 419    | 2018. szeptember 23. | N/R          | 6,6%        |
| 420    | 2018. szeptember 30. | N/R          | 7,3%        |
| 421    | 2018. október 7.     | N/R          | 6,4%        |
| 422    | 2018. október 14.    | N/R          | 6,9%        |
| 423    | 2018. október 21.    | N/R          | 7,4%        |
| 424    | 2018. november 4.    | N/R          | 7,9%        |
| 425    | 2018. november 11.   | N/R          | 6,8%        |
| 426    | 2018. november 18.   | N/R          | 7,0%        |
| 427    | 2018. november 25.   | N/R          | 8,1%        |
| 428    | 2018. december 2.    | N/R          | 7,6%        |
| 429    | 2018. december 9.    | N/R          | 8,1%        |
| 430    | 2018. december 16.   | N/R          | 8,0%        |
| 431    | 2018. december 23.   | N/R          | 7,2%        |
| 432    | 2018. december 30.   | N/R          | 7,6%        |

2019
- Alább a Running Man műsorrészre vonatkozó adatok találhatóak, reklámidő nélkül.

| Epizód | Dátum                | Nielsen Ratings |          |
| Epizód | Dátum                | Országos        | Országos |
| ------ | -------------------- | --------------- | -------- |
| 433    | 2019. január 6.      | 7,3%            |          |
| 434    | 2019. január 13.     | 6,4%            |          |
| 435    | 2019. január 20.     | 7,3%            |          |
| 436    | 2019. január 27.     | 6,0%            |          |
| 437    | 2019. február 3.     | 6,2%            |          |
| 438    | 2019. február 10.    | 7,8%            |          |
| 439    | 2019. február 17.    | 6,7%            |          |
| 440    | 2019. február 24.    | 6,5%            |          |
| 441    | 2019. március 3.     | 6,5%            |          |
| 442    | 2019. március 10.    | 6,7%            |          |
| 443    | 2019. március 17.    | 8,5%            |          |
| 444    | 2019. március 24.    | 6,7%            |          |
| 445    | 2019. március 31.    | 6,9%            |          |
| 446    | 2019. április 7.     | 6,5%            |          |
| 447    | 2019. április 14.    | 6,7%            |          |
| 448    | 2019. április 21.    | 6,0%            |          |
| 449    | 2019. április 28.    | 7,0%            |          |
| 450    | 2019. május 5.       | 5,4%            |          |
| 451    | 2019. május 12.      | 6,4%            |          |
| 452    | 2019. május 19.      | 8,1%            |          |
| 453    | 2019. május 26.      | 6,0%            |          |
| 454    | 2019. június 2.      | 6,1%            |          |
| 455    | 2019. június 9.      | 6,6%            |          |
| 456    | 2019. június 16.     | 6,3%            |          |
| 457    | 2019. június 23.     | 6,4%            |          |
| 458    | 2019. július 7.      | 6,4%            |          |
| 459    | 2019. július 14.     | 5,1%            |          |
| 460    | 2019. július 21.     | 6,9%            |          |
| 461    | 2019. július 29.     | 7,1%            |          |
| 462    | 2019. augusztus 4.   | 5,7%            |          |
| 463    | 2019. augusztus 11.  | 6,2%            |          |
| 464    | 2019. augusztus 18.  | 6,1%            |          |
| 465    | 2019. augusztus 25.  | 6,4%            |          |
| 466    | 2019. szeptember 1.  | 5,7%            |          |
| 467    | 2019. szeptember 8.  | 6,7%            |          |
| 468    | 2019. szeptember 15. | 6,3%            |          |
| 469    | 2019. szeptember 22. | 7,4%            |          |
| 470    | 2019. szeptember 30. | 6,2%            |          |
| 471    | 2019. október 6.     | 6,8%            |          |
| 472    | 2019. október 13.    | 6,1%            |          |
| 473    | 2019. október 20.    | 6,2%            |          |
| 474    | 2019. október 27.    | 6,5%            |          |
| 475    | 2019. november 3.    | 6,6%            |          |
| 476    | 2019. november 10.   | 7,3%            |          |
| 477    | 2019. november 17.   | 7,9%            |          |
| 478    | 2019. november 24.   | 6,8%            |          |
| 479    | 2019. december 1.    | 7,1%            |          |
| 480    | 2019. december 8.    | 7,0%            |          |
| 481    | 2019. december 15.   | 7,3%            |          |
| 482    | 2019. december 22.   | 7,4%            |          |
| 483    | 2019. december 29.   | 6,8%            |          |

2020
- Alább a Running Man műsorrészre vonatkozó adatok találhatóak, reklámidő nélkül.

| Epizód | Dátum                | Nielsen Ratings |          |
| Epizód | Dátum                | Országos        | Országos |
| ------ | -------------------- | --------------- | -------- |
| 484    | 2020. január 5.      | 6,9%            |          |
| 485    | 2020. január 12.     | 6,7%            |          |
| 486    | 2020. január 19.     | 7,5%            |          |
| 487    | 2020. január 26.     | 6,0%            |          |
| 488    | 2020. február 2.     | 6,9%            |          |
| 489    | 2020. február 9.     | 7,1%            |          |
| 490    | 2020. február 16.    | 6,7%            |          |
| 491    | 2020. február 23.    | 6,4%            |          |
| 492    | 2020. március 1.     | 8,1%            |          |
| 493    | 2020. március 8.     | 7,2%            |          |
| 494    | 2020. március 15.    | 7,2%            |          |
| 495    | 2020. március 22.    | 7,0%            |          |
| 496    | 2020. március 29.    | 6,1%            |          |
| 497    | 2020. április 5.     | 5,6%            |          |
| 498    | 2020. április 12.    | 6,3%            |          |
| 499    | 2020. április 19.    | 6,5%            |          |
| 500    | 2020. április 26.    | 7,3%            |          |
| 501    | 2020. május 3.       | 6,4%            |          |
| 502    | 2020. május 10.      | 5,4%            |          |
| 503    | 2020. május 17.      | 6,0%            |          |
| 504    | 2020. május 24.      | 5,9%            |          |
| 505    | 2020. május 31.      | 6,5%            |          |
| 506    | 2020. június 7.      | 6,1%            |          |
| 507    | 2020. június 14.     | 5,8%            |          |
| 508    | 2020. június 21.     | 5,8%            |          |
| 509    | 2020. június 28.     | 5,3%            |          |
| 510    | 2020. július 5.      | 6,0%            |          |
| 511    | 2020. július 12.     | 6,0%            |          |
| 512    | 2020. július 19.     | 5,9%            |          |
| 513    | 2020. július 26.     | 5,8%            |          |
| 514    | 2020. augusztus 2.   | 6,5%            |          |
| 515    | 2020. augusztus 9.   | 6,2%            |          |
| 516    | 2020. augusztus 16.  | 5,2%            |          |
| 517    | 2020. augusztus 23.  | 6,3%            |          |
| 518    | 2020. augusztus 30.  | 6,4%            |          |
| 519    | 2020. szeptember 6.  | 6,0%            |          |
| 520    | 2020. szeptember 13. | 6,2%            |          |
| 521    | 2020. szeptember 20. | 6,5%            |          |
| 522    | 2020. szeptember 27. | 5,8%            |          |
| 523    | 2020. október 4.     | 6,3%            |          |
| 524    | 2020. október 11.    | 6,0%            |          |
| 525    | 2020. október 18.    | 6,2%            |          |
| 526    | 2020. október 25.    | 6,5%            |          |
| 527    | 2020. november 1.    | 6,2%            |          |
| 528    | 2020. november 8.    | 6,6%            |          |
| 529    | 2020. november 15.   | 6,6%            |          |
| 530    | 2020. november 22.   | 6,9%            |          |
| 531    | 2020. november 29.   | 6,6%            |          |
| 532    | 2020. december 6.    | 6,9%            |          |
| 533    | 2020. december 13.   | 6,8%            |          |
| 534    | 2020. december 20.   | 7,7%            |          |
| 535    | 2020. december 27.   | 7,2%            |          |

2021
- Alább a Running Man műsorrészre vonatkozó adatok találhatóak, reklámidő nélkül.

| Epizód | Dátum             | Nielsen Ratings |          |
| Epizód | Dátum             | Országos        | Országos |
| ------ | ----------------- | --------------- | -------- |
| 536    | 2021. január 3.   | 7,6%            |          |
| 537    | 2021. január 10.  | 7,0%            |          |
| 538    | 2021. január 17.  | 7,9%            |          |
| 539    | 2021. január 24.  | 6,7%            |          |
| 540    | 2021. január 31.  | 6,4%            |          |
| 541    | 2021. február 7.  | 5,7%            |          |
| 542    | 2021. február 14. | 6,3%            |          |
| 543    | 2021. február 21. | 5,7%            |          |
| 544    | 2021. február 28. | 6,2%            |          |
| 545    | 2021. március 7.  | 5,8%            |          |
| 546    | 2021. március 14. | 5,2%            |          |
| 547    | 2021. március 21. | 6,8%            |          |
| 548    | 2021. március 28. | 6,3%            |          |
| 549    | 2021. április 4.  | 5,9%            |          |
| 550    | 2021. április 11. | 5,6%            |          |
| 551    | 2021. április 18. | 6,4%            |          |
| 552    | 2021. április 25. | 5,6%            |          |
| 553    | 2021. május 2.    |                 |          |
| 554    | 2021. május 9.    |                 |          |
| 555    | 2021. május 16.   |                 |          |
| 556    | 2021. május 23.   |                 |          |
| 557    | 2021. május 30.   |                 |          |
| 558    | 2021. június 6.   |                 |          |
| 559    | 2021. június 13.  |                 |          |

## Díjak és elismerések
| Év   | Díj                          | Kategória                                       | Jelölt                                                         | Eredmény |                 |
| ---- | ---------------------------- | ----------------------------------------------- | -------------------------------------------------------------- | -------- | --------------- |
| 2010 | 4. SBS Entertainment Awards  | Új varietésztár                                 | Szong Dzsunggi (Song Joong-ki)                                 | Elnyerte |                 |
| 2010 | 4. SBS Entertainment Awards  | Új varietésztár                                 | Gary                                                           | Elnyerte |                 |
| 2010 | 4. SBS Entertainment Awards  | Új varietésztár                                 | I Gvangszu (Lee Kwang-soo)                                     | Elnyerte |                 |
| 2010 | 4. SBS Entertainment Awards  | Varieté különdíj                                | Szong Dzsihjo (Song Ji-hyo)                                    | Elnyerte |                 |
| 2010 | 4. SBS Entertainment Awards  | Legnagyobb tévésztár                            | Kim Dzsongguk (Kim Jong-kook)                                  | Elnyerte |                 |
| 2010 | 4. SBS Entertainment Awards  | Legnépszerűbb műsor online szavazatok alapján   | Running Man                                                    | Elnyerte |                 |
| 2011 | 5. Mnet 20's Choice Awards   | Népszerű varietésztár                           | Szong Dzsihjo (Song Ji-hyo)                                    | Jelölve  |                 |
| 2011 | 5. SBS Entertainment Awards  | Varieté-újonc                                   | I Gvangszu (Lee Kwang-soo)                                     | Elnyerte |                 |
| 2011 | 5. SBS Entertainment Awards  | Legjobb forgatókönyvíró                         | Pak Hjonszu (Park Hyun-soo)                                    | Elnyerte |                 |
| 2011 | 5. SBS Entertainment Awards  | Legjobb előadó varieté kategóriában             | Haha                                                           | Elnyerte |                 |
| 2011 | 5. SBS Entertainment Awards  | Legkiemelkedőbb műsor                           | Running Man                                                    | Elnyerte |                 |
| 2011 | 5. SBS Entertainment Awards  | Kiemelkedő szereplő varietében                  | Kim Dzsongguk (Kim Jong-kook)                                  | Elnyerte |                 |
| 2011 | 5. SBS Entertainment Awards  | Kiemelkedő szereplő varietében                  | Szong Dzsihjo (Song Ji-hyo)                                    | Elnyerte |                 |
| 2011 | 5. SBS Entertainment Awards  | Legnépszerűbb az internetezők körében           | Szong Dzsihjo (Song Ji-hyo)                                    | Jelölve  |                 |
| 2011 | 5. SBS Entertainment Awards  | Legnépszerűbb az internetezők körében           | Ju Dzseszok (Yoo Jae-suk)                                      | Jelölve  |                 |
| 2011 | 5. SBS Entertainment Awards  | Nagydíj (Teszang (Daesang)                      | Ju Dzseszok (Yoo Jae-suk)                                      | Elnyerte |                 |
| 2012 | 48. Paeksang Arts Awards     | Legjobb női szereplő szórakoztató műsorban      | Szong Dzsihjo (Song Ji-hyo)                                    | Jelölve  |                 |
| 2012 | DramaFever Awards            | Legjobb páros, akik sosem jönnek össze          | Gary & Szong Dzsihjo (Song Ji-hyo)                             | Jelölve  |                 |
| 2012 | 6. SBS Entertainment Awards  | Kiemelkedő szereplő varietében                  | Gary                                                           | Elnyerte |                 |
| 2012 | 6. SBS Entertainment Awards  | Kiemelkedő szereplő varietében                  | Csi Szokcsin (Ji Suk-jin)                                      | Elnyerte |                 |
| 2012 | 6. SBS Entertainment Awards  | Legnépszerűbb műsor nézői szavazatok alapján    | Running Man                                                    | Elnyerte |                 |
| 2012 | 6. SBS Entertainment Awards  | Legnépszerűbb a nézők körében                   | Ju Dzseszok (Yoo Jae-suk)                                      | Elnyerte |                 |
| 2012 | 6. SBS Entertainment Awards  | Nagydíj                                         | Ju Dzseszok (Yoo Jae-suk)                                      | Elnyerte |                 |
| 2013 | 49. Paeksang Arts Awards     | Legjobb női szereplő szórakoztató műsorban      | Szong Dzsihjo (Song Ji-hyo)                                    | Jelölve  |                 |
| 2013 | 49. Paeksang Arts Awards     | Legjobb férfi szereplő szórakoztató műsorban    | Ju Dzseszok (Yoo Jae-suk)                                      | Jelölve  |                 |
| 2013 | 49. Paeksang Arts Awards     | Nagydíj                                         | Ju Dzseszok (Yoo Jae-suk)                                      | Elnyerte |                 |
| 2013 | 49. Paeksang Arts Awards     | Legjobb varietéműsor                            | Running Man                                                    | Jelölve  |                 |
| 2013 | Yahoo! Asia Buzz Award       | Ázsia legkarizmatikusabb televíziós házigazdája | Kim Dzsongguk (Kim Jong-kook)                                  | Elnyerte |                 |
| 2013 | 7. SBS Entertainment Awards  | Barátság-díj                                    | I Gvangszu (Lee Kwang-soo)                                     | Elnyerte |                 |
| 2013 | 7. SBS Entertainment Awards  | Legjobb páros                                   | Csi Szokcsin (Ji Suk-jin) & I Gvangszu (Lee Kwang-soo)         | Jelölve  |                 |
| 2013 | 7. SBS Entertainment Awards  | Legjobb páros                                   | Gary & Szong Dzsihjo (Song Ji-hyo)                             | Jelölve  |                 |
| 2013 | 7. SBS Entertainment Awards  | Nézők kedvence                                  | Running Man tagjai                                             | Elnyerte |                 |
| 2013 | 7. SBS Entertainment Awards  | legkiemelkedőbb műsor                           | Running Man                                                    | Elnyerte |                 |
| 2013 | 7. SBS Entertainment Awards  | Kiemelkedő férfi előadóművész                   | Haha                                                           | Elnyerte |                 |
| 2013 | 7. SBS Entertainment Awards  | Kiemelkedő férfi előadóművész                   | Kim Dzsongguk (Kim Jong-kook)                                  | Elnyerte |                 |
| 2013 | 7. SBS Entertainment Awards  | Legkiemelkedőbb női előadóművész                | Szong Dzsihjo (Song Ji-hyo)                                    | Elnyerte |                 |
| 2013 | 7. SBS Entertainment Awards  | Nagydíj                                         | Ju Dzseszok (Yoo Jae-suk)                                      | Jelölve  |                 |
| 2014 | 2. DramaFever Awards         | Legjobb varietéműsor                            | Running Man                                                    | Elnyerte |                 |
| 2014 | 2. DramaFever Awards         | Legjobb csók                                    | Gary & Szong Dzsihjo (Song Jihyo)                              | Elnyerte |                 |
| 2014 | 2. DramaFever Awards         | A legjobb nem összeillő páros                   | Gary & Szong Dzsihjo (Song Jihyo)                              | Jelölve  |                 |
| 2014 | 2. DramaFever Awards         | Legjobb brománc                                 | Kim Dzsongguk & I Gvangszu (Kim Jong-gook & Lee Kwang-soo)     | Jelölve  |                 |
| 2014 | 8. SBS Entertainment Awards  | Nézők díja                                      | Ju Dzseszok (Yoo Jae-suk)                                      | Elnyerte |                 |
| 2014 | 8. SBS Entertainment Awards  | Kiemelkedő varietésztár                         | I Gvangszu (Lee Kwang-soo)                                     | Elnyerte |                 |
| 2014 | 8. SBS Entertainment Awards  | Legkiemelkedőbb varietésztár                    | Kim Dzsongguk (Kim Jong-kook)                                  | Elnyerte |                 |
| 2014 | 8. SBS Entertainment Awards  | Nézők választása: legjobb varietéműsor          | Running Man                                                    | Elnyerte |                 |
| 2014 | 8. SBS Entertainment Awards  | Teszang (Daesang)                               | Ju Dzseszok (Yoo Jae-suk)                                      | Jelölve  |                 |
| 2015 | 2014 Youku Night Awards      | Entertainment Spirit Award                      | Running Man                                                    | Elnyerte |                 |
| 2015 | 51. Paeksang Arts Awards     | legjobb szórakoztató program                    | Running Man                                                    | Jelölve  |                 |
| 2015 | 9. SBS Entertainment Awards  | Legjobb páros                                   | Gary & Szong Dzsihjo (Song Ji-hyo)                             | Jelölve  |                 |
| 2015 | 9. SBS Entertainment Awards  | Nézők választása: Legjobb varietéműsor          | Running Man                                                    | Elnyerte |                 |
| 2015 | 9. SBS Entertainment Awards  | Kiválóság díj varieté kategóriában              | Csi Szokcsin (Ji Seok-jin)                                     | Elnyerte |                 |
| 2015 | 9. SBS Entertainment Awards  | Legkiemelkedőbb varietéműsor-sztár              | Gary                                                           | Elnyerte |                 |
| 2015 | 9. SBS Entertainment Awards  | Legkiemelkedőbb varietéműsor-sztár              | Szong Dzsihjo (Song Ji-hyo)                                    | Elnyerte |                 |
| 2015 | 9. SBS Entertainment Awards  | Népszerűségi díj                                | Ju Dzseszok (Yoo Jae-seok)                                     | Elnyerte |                 |
| 2015 | 9. SBS Entertainment Awards  | Taeszang (Daesang) (nagydíj)                    | Ju Dzseszok (Yoo Jae-seok)                                     | Elnyerte |                 |
| 2016 | 10. SBS Entertainment Awards | Legkiemelkedőbb varietéműsor-sztár              | I Gvangszu (Lee Gwang-su)                                      | Elnyerte |                 |
| 2016 | 10. SBS Entertainment Awards | Idegesítő fickó-díj                             | I Gvangszu (Lee Gwang-su)                                      | Elnyerte |                 |
| 2016 | 10. SBS Entertainment Awards | Legkiemelkedőbb varietéműsor-sztár              | Haha                                                           | Jelölve  |                 |
| 2016 | 10. SBS Entertainment Awards | Nagydíj                                         | Ju Dzseszok (Yoo Jae-seok)                                     | Jelölve  |                 |
| 2017 | 11. SBS Entertainment Awards | Legkiemelkedőbb varietéműsor-sztár              | Csi Szokcsin (Ji Suk-jin)                                      | Elnyerte | [ 109 ] [ 110 ] |
| 2017 | 11. SBS Entertainment Awards | Kiemelkedő varietésztár                         | Csi Szokcsin (Ji Suk-jin)                                      | Jelölve  | [ 109 ] [ 110 ] |
| 2017 | 11. SBS Entertainment Awards | Kiemelkedő varietésztár                         | Haha                                                           | Jelölve  | [ 109 ] [ 110 ] |
| 2017 | 11. SBS Entertainment Awards | Új varietésztár                                 | Cson Szomin (Jeon So-min)                                      | Elnyerte | [ 109 ] [ 110 ] |
| 2017 | 11. SBS Entertainment Awards | Globális sztár                                  | Running Man-tagok                                              | Elnyerte | [ 109 ] [ 110 ] |
| 2017 | 11. SBS Entertainment Awards | Legjobb páros                                   | I Gvangszu (Lee Kwang-soo) & Cson Szomin (Jeon So-min)         | Elnyerte | [ 109 ] [ 110 ] |
| 2018 | 12. SBS Entertainment Awards | Producerek díja                                 | Kim Dzongguk (Kim Jong-kook)                                   | Elnyerte | [ 111 ] [ 112 ] |
| 2018 | 12. SBS Entertainment Awards | Legkiemelkedőbb varietésztár                    | Cson Szomin (Jeon So-min)                                      | Elnyerte | [ 111 ] [ 112 ] |
| 2018 | 12. SBS Entertainment Awards | Legjobb páros                                   | Kim Dzongguk (Kim Jong-kook) & Hong Dzsinjong (Hong Jin-young) | Elnyerte | [ 111 ] [ 112 ] |
| 2018 | 12. SBS Entertainment Awards | Legjobb páros                                   | I Gvangszu (Lee Kwang-soo) & Cson Szomin (Jeon So-min)         | Jelölve  | [ 111 ] [ 112 ] |
| 2018 | 12. SBS Entertainment Awards | Legjobb csapatmunka                             | Running Man                                                    | Elnyerte | [ 111 ] [ 112 ] |
| 2018 | 12. SBS Entertainment Awards | Népszerűség-díj                                 | I Gvangszu (Lee Kwang-soo)                                     | Elnyerte | [ 111 ] [ 112 ] |
| 2018 | 12. SBS Entertainment Awards | Új női varietésztár                             | Jennie                                                         | Jelölve  | [ 111 ] [ 112 ] |
| 2018 | 12. SBS Entertainment Awards | Legjobb előadó varietében                       | Hong Dzsinjong (Hong Jin-young)                                | Jelölve  | [ 111 ] [ 112 ] |
| 2018 | 12. SBS Entertainment Awards | Legjobb kihívás                                 | Kang Hanna                                                     | Jelölve  | [ 111 ] [ 112 ] |
| 2018 | 12. SBS Entertainment Awards | Legjobb kihívás                                 | I Dahi (Lee Da-hee)                                            | Jelölve  | [ 111 ] [ 112 ] |
| 2019 | 13. SBS Entertainment Awards | Legjobb előadó varietében                       | Haha                                                           | Elnyerte | [ 113 ]         |
| 2019 | 13. SBS Entertainment Awards | Globális program                                | Running Man                                                    | Elnyerte | [ 114 ]         |
| 2019 | 13. SBS Entertainment Awards | Közösségimédia-sztár                            | I Gvangszu (Lee Kwang-soo)                                     | Elnyerte | [ 115 ]         |
| 2019 | 13. SBS Entertainment Awards | Legkiemelkedőbb valóságshow-sztár               | I Gvangszu (Lee Kwang-soo)                                     | Elnyerte | [ 116 ]         |
| 2019 | 13. SBS Entertainment Awards | Kiemelkedő varietésztár                         | Jang Szecshan (Yang Se-chan)                                   | Elnyerte | [ 117 ]         |
| 2019 | 13. SBS Entertainment Awards | Nagydíj                                         | Ju Dzseszok (Yoo Jae-suk)                                      | Elnyerte | [ 118 ]         |
| 2019 | 13. SBS Entertainment Awards | Nagydíj                                         | Kim Dzsongguk (Kim Jong-kook)                                  | Jelölve  | [ 119 ]         |
| 2020 | 14. SBS Entertainment Awards | Arany Tartalom-díj                              | Running Man-tagok                                              | Elnyerte | [ 120 ]         |
| 2020 | 14. SBS Entertainment Awards | Legkiválóbb varietésztár                        | Haha                                                           | Elnyerte | [ 120 ]         |
| 2020 | 14. SBS Entertainment Awards | Nagydíj                                         | Kim Dzsongguk (Kim Jong-kook)                                  | Elnyerte | [ 120 ]         |
| 2020 | 14. SBS Entertainment Awards | Nagydíj                                         | Ju Dzseszok (Yoo Jae-suk)                                      | Jelölve  | [ 121 ]         |

## Fordítás
- Ez a szócikk részben vagy egészben  a   Running Man (TV series) című angol Wikipédia-szócikk fordításán alapul.  Az eredeti cikk szerkesztőit annak laptörténete sorolja fel. Ez a jelzés csupán a megfogalmazás eredetét és a szerzői jogokat jelzi, nem szolgál a cikkben szereplő információk forrásmegjelöléseként.